# Archäologie in Nordamerika

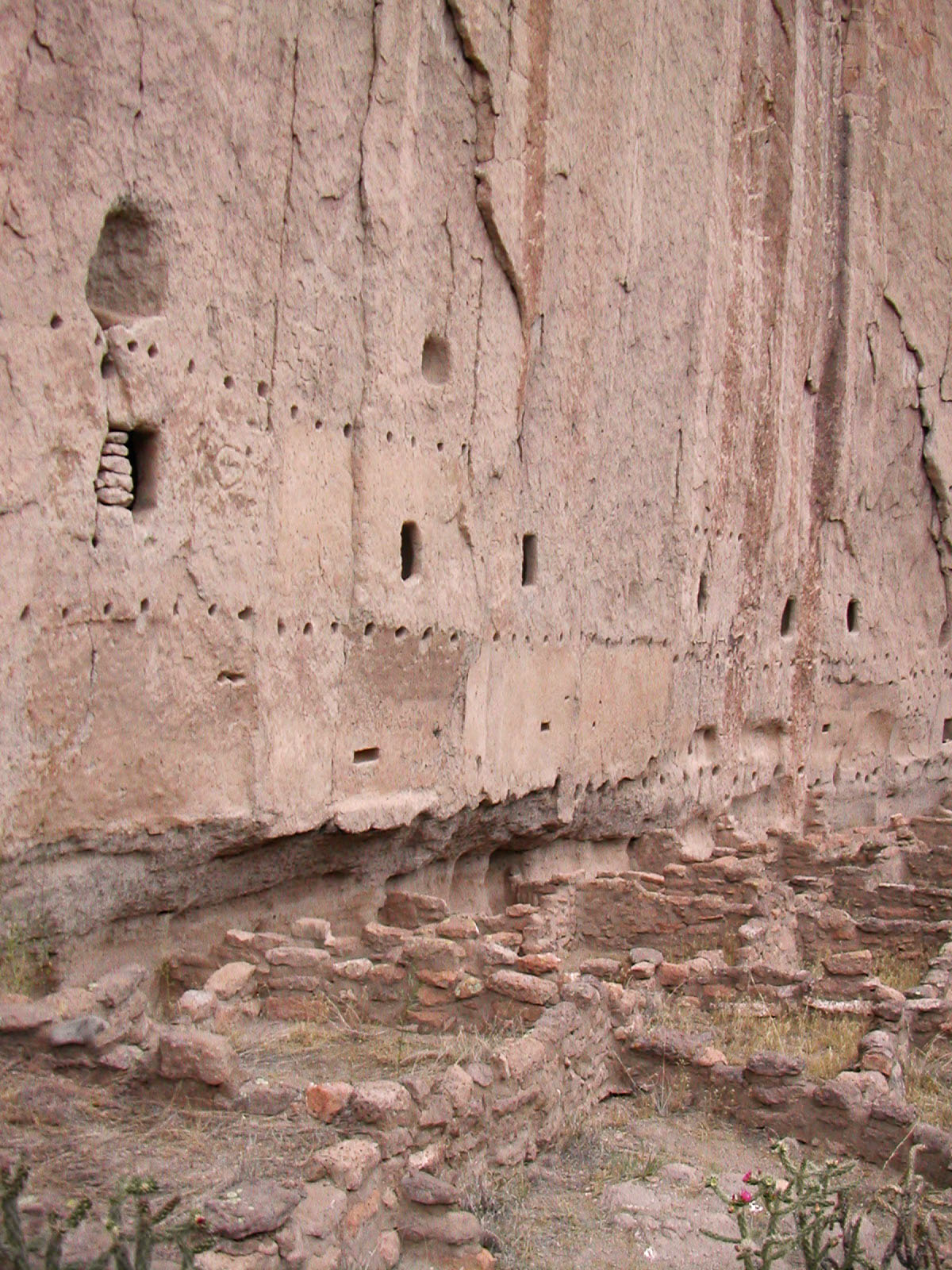
Überreste von Häusern im Bandelier National Monument

Die Archäologie in Nordamerika unterscheidet sich wesentlich von derjenigen in Europa und wird dort traditionell als Teilgebiet der Anthropologie (Wissenschaft des Menschen; Völkerkunde) gesehen. Der Grund dafür liegt darin, dass es aus der Zeit vor der Eroberung durch die Weißen keine schriftlichen Zeugnisse gibt – die Indianer kannten keine Schrift – und auch mündliche Überlieferungen äußerst rar sind. Die Archäologen müssen also die ganze vorkoloniale Geschichte Nordamerikas aus den Hinterlassenschaften und Ruinen der Völker, die einst den Kontinent besiedelten, rekonstruieren.
Erst in den 1960er-Jahren kamen allmählich Methoden auf, die sich nicht ausschließlich auf Artefakte als Grundlage für die archäologischen Forschungen stützten. Man versuchte jetzt, Erkenntnisse aus der Ethnologie mit den bisherigen Forschungen zu verknüpfen. Die Ethnologen betrieben kulturökologische Forschungen, versuchten also, das Zusammenleben der Menschen zu ergründen und die Kulturentwicklung des Menschen zu erörtern, während die traditionelle Archäologie sehr materiell orientiert war.

## Rahmenbedingungen

### Entdeckung Nordamerikas

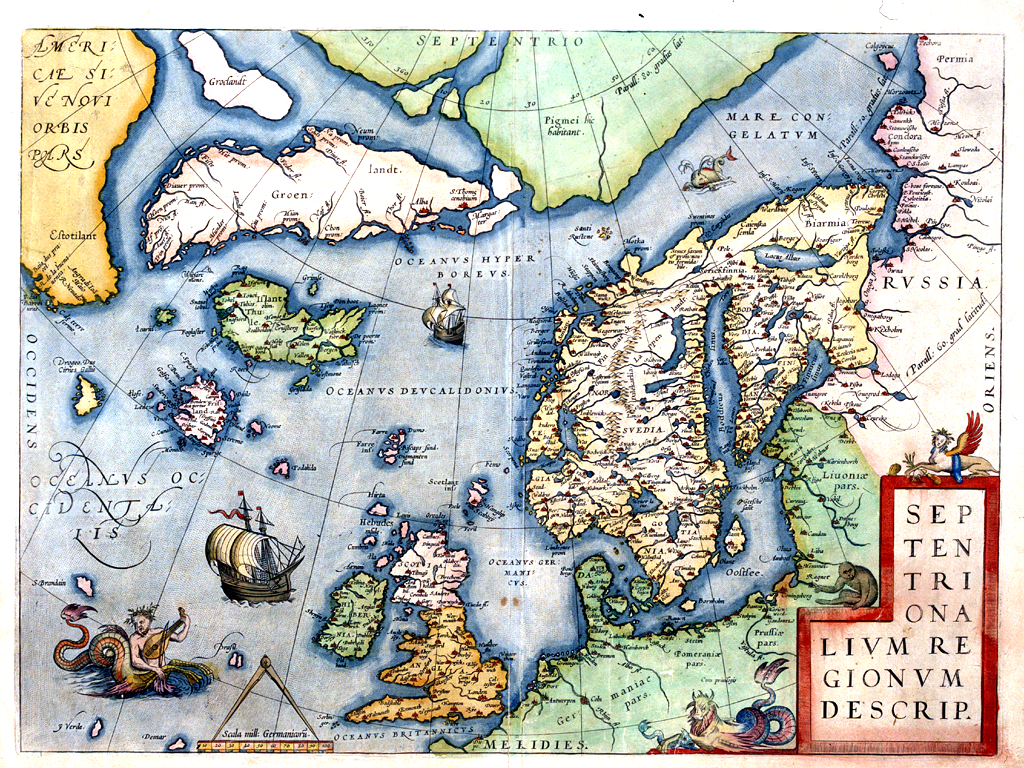
Das Nordmeer auf einer alten Karte von 1573

Generell wird heute die Entdeckung Amerikas Christoph Kolumbus zugerechnet, wenn auch inzwischen gesichert ist, dass Wikinger zur Zeit Erik des Roten bereits Nordamerika erreicht hatten. Kolumbus hatte aber – obwohl er selbst den Kontinent nie betreten hatte – die ersten schriftlichen Berichte von Amerika und den „Indianern“ nach Europa gebracht. Kolumbus hatte versucht, die Indianer darüber zu befragen, woran sie glaubten und wohin sie einst glaubten, zu gehen. Die Erkenntnisse darüber – wenngleich sie Kolumbus selbst als Sagen ohne einen Nutzen bezeichnet – führten immerhin dazu, dass 1537 die päpstliche Bulle Sublimis Deus Indianer als „vernunftbegabte Wesen mit einer Seele“ und somit als „Menschen“ bezeichnete, obwohl in der Bibel keinerlei Hinweise auf „Rothäute“ zu finden sind (wie auch, die Besiedlung Amerikas fand nach allgemein akzeptierter Sichtweise vor ungefähr 11.500 Jahren statt, während die ältesten Texte der Bibel „nur“ etwa fünftausend Jahre alt sind).

### Spanische Eroberungen von Mexiko her

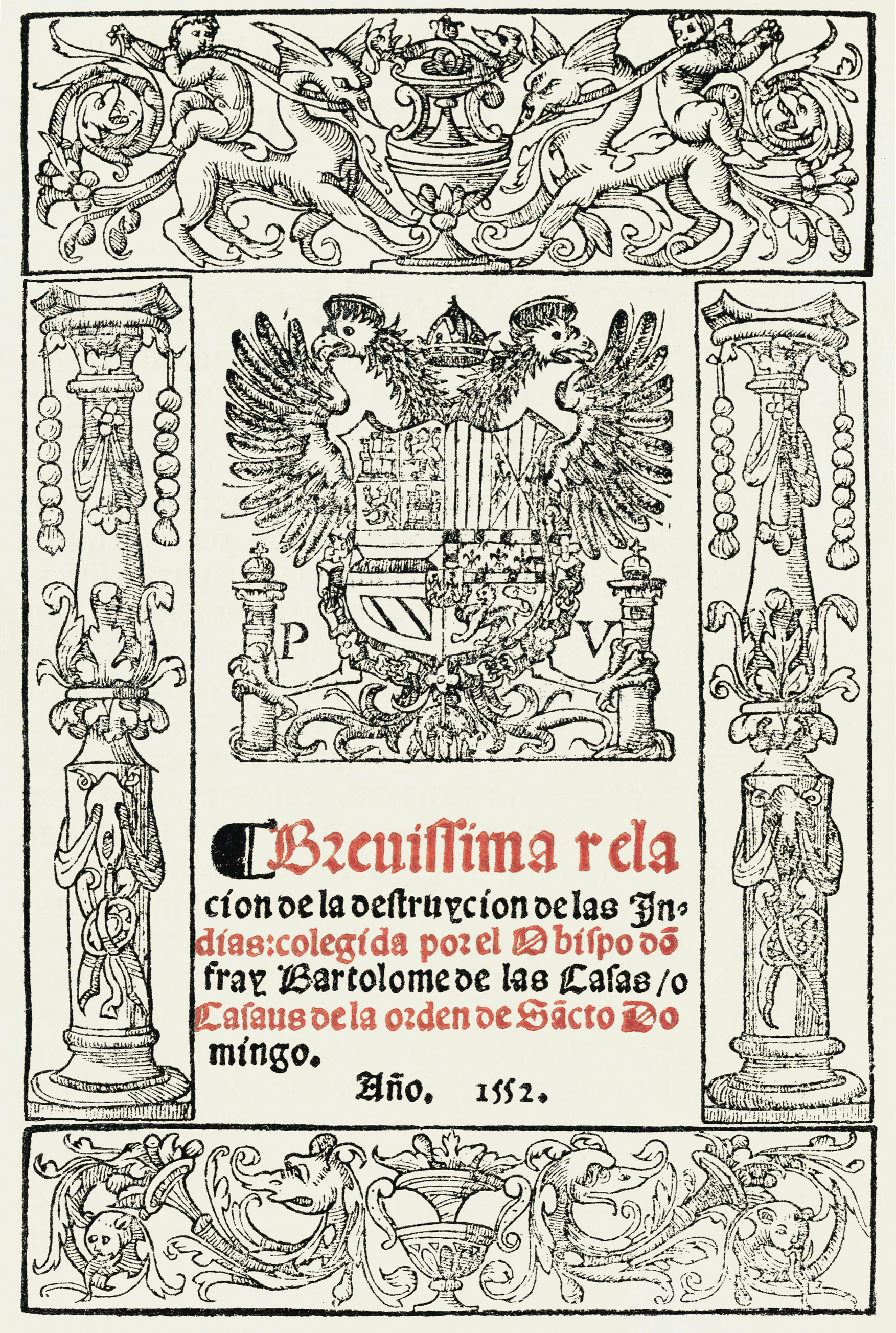
Titelseite von Brevísima relación de la destrucción de las Indias von Bartolomé de Las Casas, 1552

Die eigentliche Eroberung Nordamerikas geschah nach 1492 durch die Spanier von Süden her. Das Vordringen der Engländer und der Franzosen von Osten und Südosten her folgte viel später.
Es ist hinreichend bekannt, dass die Spanier bei ihrer Eroberung der Neuen Welt äußerst unzimperlich vorgingen und auf der Suche nach dem sagenumwobenen Eldorado Leichen ohne Zahl zurückließen. Getrieben wurden sie vom unermesslichen Reichtum, über den die indigene Bevölkerung angeblich verfügte – und den die hoffnungslos verschuldete spanische Krone dringend benötigte. Der einzige, der den Mut hatte, sich gegen die Eroberer zu stellen war Bischof Bartolomé de Las Casas, der 1552 seinen „kurzgefassten Bericht von der Verwüstung der westindischen Länder“ schrieb. Er war der einzige – soweit bekannt – der die Indianer als eigenes Volk akzeptierte und ihre Kultur schätzte. Zumindest in Mittel- und Südamerika bei den Azteken und Inkas war der Begriff der „Kultur“ auch offensichtlich angebracht, bei den Indianern Nordamerikas sollte das noch lange umstritten bleiben. Auch Las Casas hielt sich selbst indianische Sklaven, behandelte sie aber menschlich. Besonders schwer klagt er die Spanischen Missionen an, deren Hauptaufgabe die Verbreitung des katholischen Glaubens in der neuen Welt war. Tatsächlich tauften sie jedoch die Menschen vorwiegend zu dem Zweck, sie anschließend zu versklaven und ihrer Freiheit und angestammten Lebensweise zu entreißen.

„Seit vierzig Jahren haben sie unter ihnen nichts anderes getan, und noch bis auf den heutigen Tag tun sie nichts anderes, als dass sie dieselben zerfleischen, erwürgen, peinigen, martern, foltern und sie durch tausenderlei ebenso neue wie seltsame Qualen, wovon man vorher nie etwas Ähnliches sah, hörte oder las, auf die grausamste Art aus der Welt vertilgen. [Es ist sicher], dass in obgedachten vierzig Jahren durch das erwähnte tyrannische und teuflische Verfahren der Christen mehr als zwölf Millionen Männer, Weiber und Kinder auf die ruchloseste und grausamste Art zur Schlachtbank geführt wurden.“

Diese Umstände – beispielhaft wurden hier die Spanier genannt, die Engländer und Franzosen verhielten sich bei ihren Eroberungsfeldzügen nicht besser – führten dazu, dass niemand die Indianer nach ihrer Kultur, ihrer Religion oder ihrer Vergangenheit fragen konnte. Jene, die etwas dazu zu sagen gehabt hätten, wurden umgebracht oder, im weniger schlimmen Fall, verloren das Vertrauen in die Weißen, ihnen darüber zu berichten. Und wissen wollte es sowieso niemand.

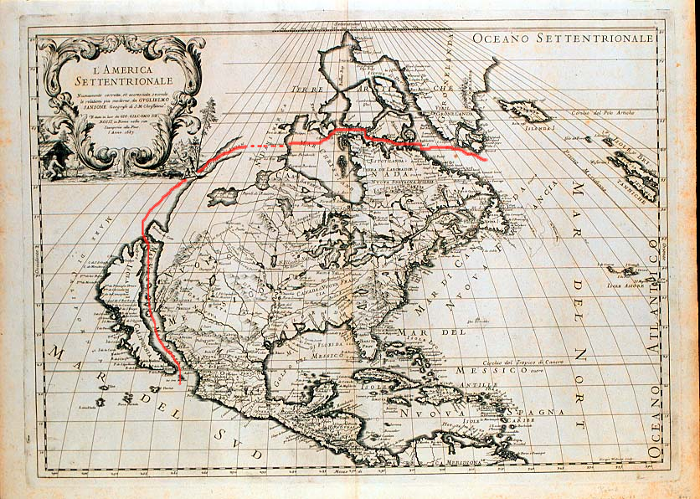
Frühe Karte Nordamerikas

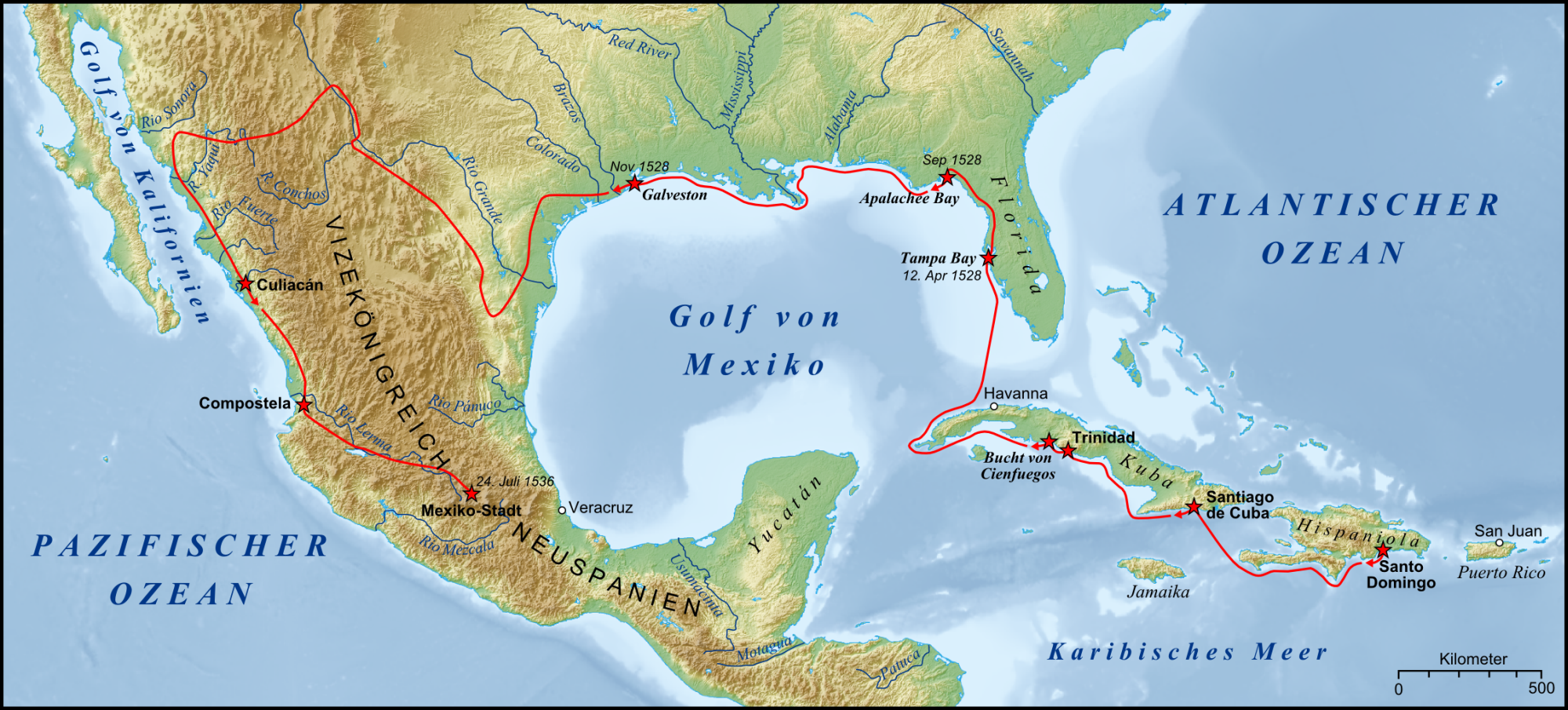
Die ungefähre Reiseroute von Cabeza de Vaca

Die meisten dieser Gräuel der ersten Eroberungswelle im 16. Jahrhundert wurden in Mittelamerika begangen. Nordamerika, und insbesondere der Nordwesten, war noch ein weißer Fleck auf der Landkarte. Noch auf Karten des 17. Jahrhunderts war an der Stelle der heutigen Bundesstaaten Washington, Yukon, British Columbia, Nordwest-Territorien und Alaska lediglich ein Ozean eingezeichnet.

### Erste Berichte und erstes Vordringen nach Nordamerika
Die ersten Berichte, die auch niedergeschrieben wurden und heute als eine wichtige Quelle über die Zeit vor der europäischen Eroberung dienen, formulierte Cabeza de Vaca. Er war der Erste, der Nordamerika von Osten nach Westen durchquerte – zu Fuß und in nicht weniger als acht Jahren. Er beschrieb als erster die Sitten und Gebräuche der Indianer Nordamerikas, unter denen er die ganze Zeit leben musste, um zu überleben. Zunächst als Sklave, später machte er sich einen Ruf durch Wunderheilungen im Namen des Kreuzes, die ihm immer wieder gelangen, was ihm selbst aber auch nicht geheuer war.
Nachdem de Vaca Mexiko erreicht hatte, flammte eine alte Sage neu auf, die bereits viel Elend in die Neue Welt gebracht hatte: Jene von den Sieben Städten von Cibola. Diese Legende berichtete von sieben sagenumwobenen Städten, deren Plätze und Straßen mit Gold gepflastert und deren Türen mit Edelsteinen besetzt sein sollten. De Vaca selbst gilt als sehr differenzierender Beobachter. Seine Berichte sind entsprechend vielschichtig und beschreiben die Realität der indianischen Kulturen, unter denen er acht Jahre lang leben musste, sehr genau und ohne Vorurteile. Doch hören wollten alle nur von den mächtigen Königreichen und dem vielen Gold im Norden. Schließlich wurden seine Berichte über Städte, von denen auch er selbst nur gehört hatte, mit mehrstöckigen Häusern und festungsähnlichem Aufbau, als die gesuchten Städte interpretiert (es handelte sich „nur“ um die später als Pueblos bekannten Siedlungen). De Vaca wurde gar vorgeworfen, das wahre Geheimnis des Reichtums für sich zu behalten.
Estevanico, der mit de Vaca Nordamerika durchquert hatte, machte sich im Jahr 1539 zusammen mit Fray Marcos de Niza auf, um diese sagenumwobenen Städte zu finden. Die Expedition fand zwar einige der mehrstöckigen Pueblos, konnte sie auch erobern, aber den gesuchten Reichtum fanden sie nicht. Das einzige, was es in diesen Städten reichlich gab, war Mais, doch für die Spanier, die nach der langen Reise müde und hungrig waren, war das zunächst annähernd gleichwertig.

### Ausdehnung des spanischen Territoriums

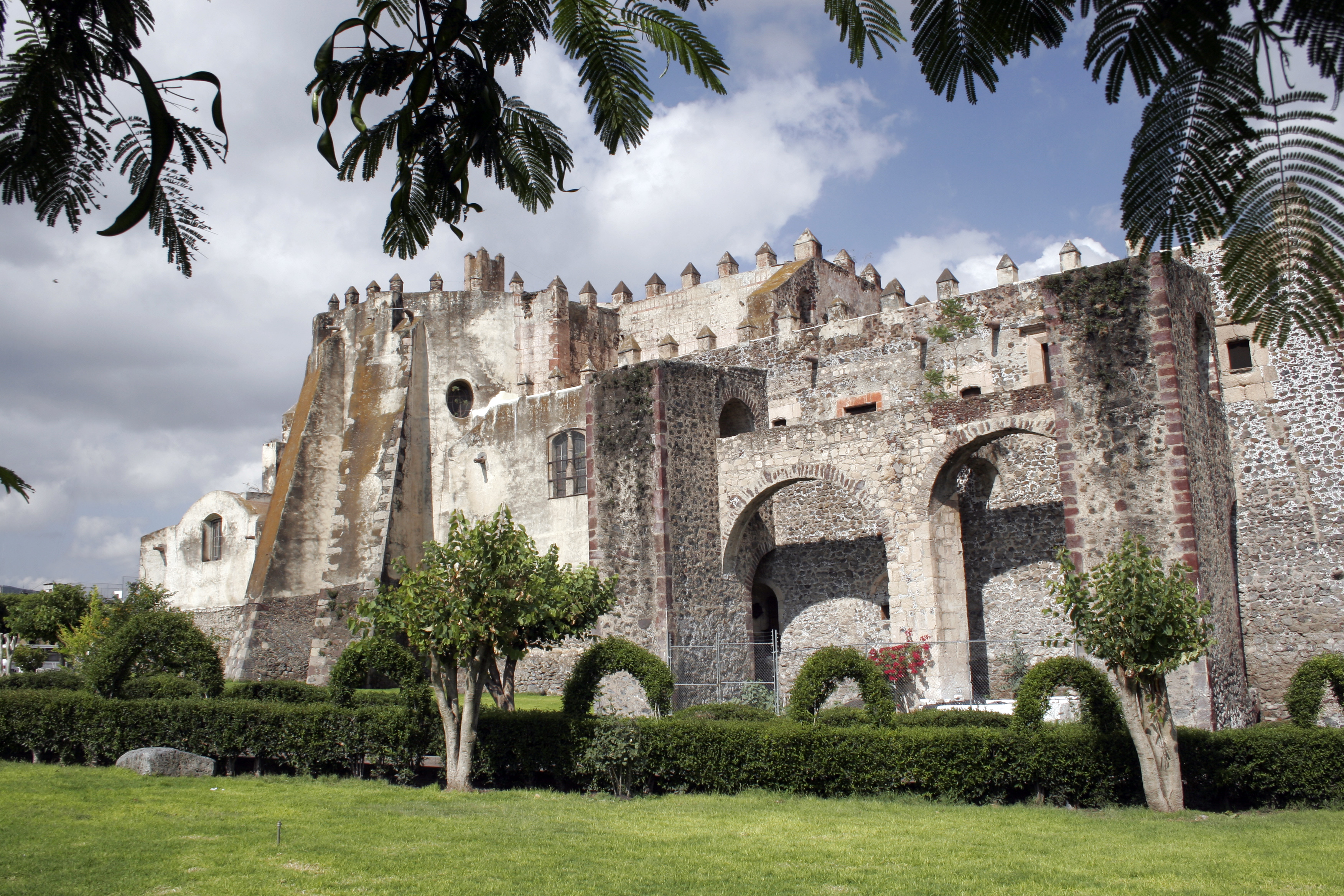
Spanische Missionsstation, hier in Mexiko

Um ihren Einfluss in ihren Kolonien auszubauen, benutzten die Spanier ein System, das später als Spanische Missionen bekannt wurde. Franziskaner, Dominikaner, Jesuiten und Augustinermönche betrieben Missionsstationen, mit denen sie den katholischen Glauben verbreiteten. Sie tauften die Indianer und wiesen ihnen Arbeiten in der Station zu, die bald zu den wirtschaftlichen, gesellschaftlichen und politischen Zentren der eroberten Gebiete wurden. Solche Stationen gab es in allen südlichen und südwestlichen Gebieten der heutigen USA: Florida, Texas, New Mexico, Arizona und Kalifornien. Bis auf den Rückschlag beim sogenannten Pueblo-Aufstand in New Mexico 1680 gelang es den Einheimischen nirgends, genügend Kräfte aufzubieten, um den Spaniern die Stirn zu bieten. Vielerorts ließen sich die Indianer auch freiwillig taufen, vorwiegend aus Neugierde und um am Handel der Stationen beteiligt zu sein. Dass sie dadurch ihre Freiheit verloren, bemerkten sie erst viel zu spät. Und natürlich interessierte sich niemand für ihre Kultur.

### Vordringen der Amerikaner nach Westen

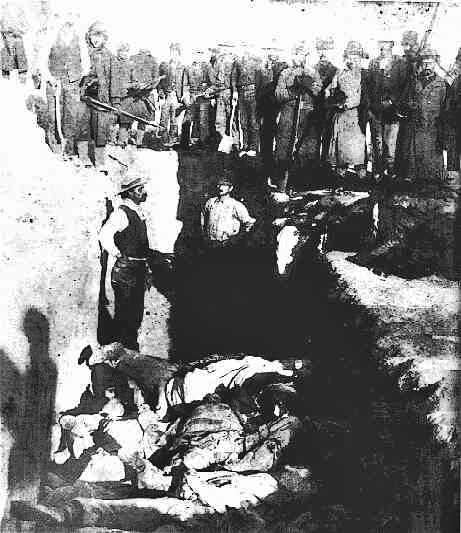
Indianisches Massengrab, um 1890

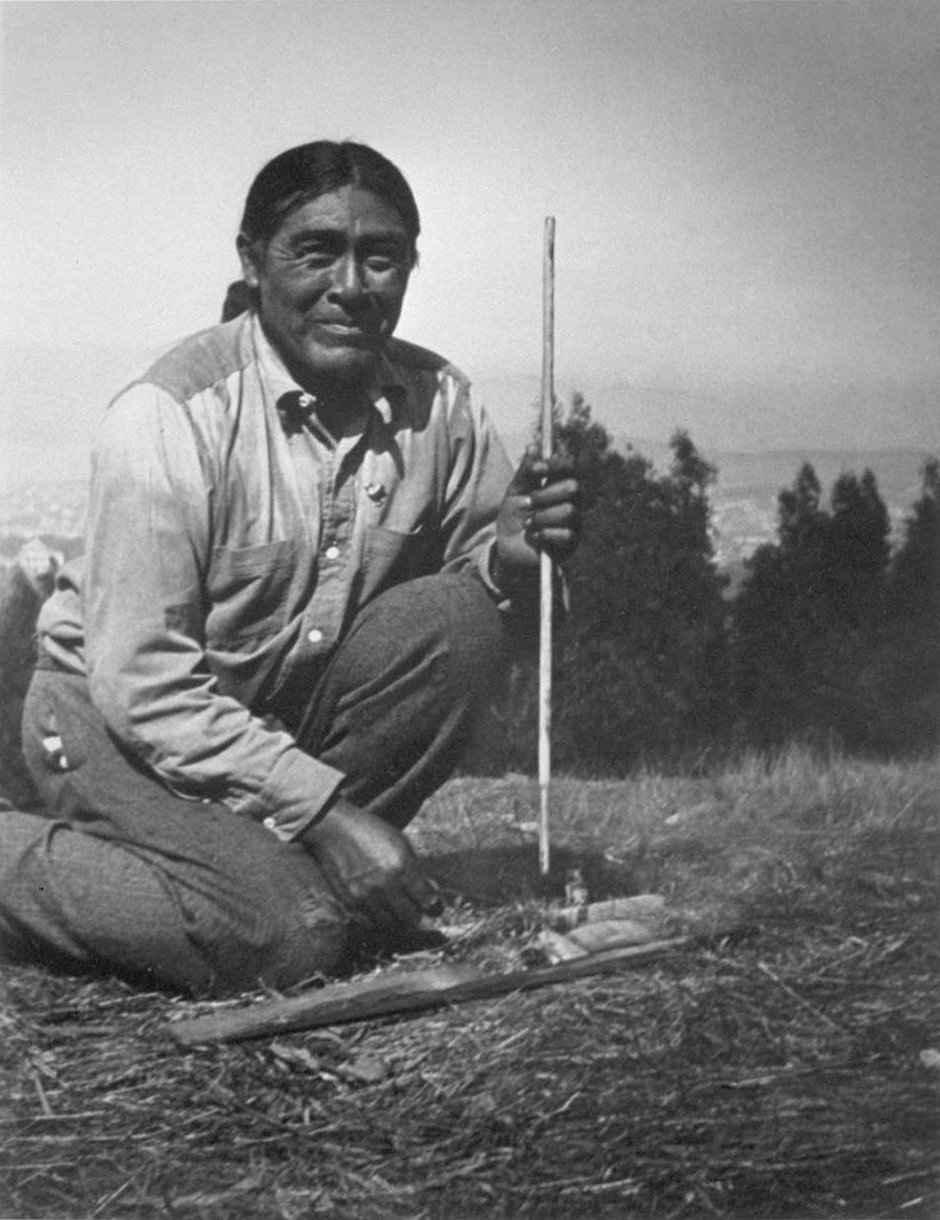
Ishi, einer der letzten Überlebenden des Yana-Stammes in Kalifornien (1914)

Im 19. Jahrhundert drangen nun die Amerikaner von Osten her gegen den Westen vor. Auch für sie zählte der Indianer nichts. Die Weißen, darunter auch viele, die als Revolverhelden die Grenzen des Gesetzes nicht so genau nahmen, drangen zu hunderttausenden in den Westen vor. Besonders in den 1840er- und 1850er-Jahren, infolge des Goldrausches in Kalifornien siedelten viele in den Westen über. In dieser Zeit wurden viele Indianerstämme, die noch verblieben waren, regelrecht niedergemetzelt. Diese Metzeleien gingen bis 1868 weiter. Danach verschwanden die Indianer Kaliforniens von der Bildfläche. Wie sich später herausstellte, hatten sie es geschafft, fast 40 Jahre lang im Verborgenen zu leben und ihre Wege durch (die später mystifizierten) Schleichtechniken zu verbergen.
Der letzte Indianer, der auch als erster von den Bräuchen und Gebräuchen seines Volkes, den Yana, erzählte, war Ishi. Er war von 1911 bis zu seinem Tod 1916 die Hauptattraktion des Museums von San Francisco.

### Zusammenfassung
Aufgrund der Art, wie Nordamerika erobert wurde, ist unschwer zu erkennen, dass es kaum Überlieferungen über das Leben und die Kultur der indianischen Völker gab, als man sich gegen Ende des 19. Jahrhunderts tatsächlich mit der Vergangenheit dieses Kontinents und seiner Bewohner zu befassen begann. Als weitere Schwierigkeit kam hinzu, dass die Indianer keinerlei Schriftsystem entwickelt hatten, auch eine Bildsprache war, bis auf wenige kultische Figuren, nicht vorhanden. Zudem waren, das war schon früh erkannt worden, viele Stämme längst aus unbekannten Gründen verschwunden und ihre Städte verlassen, lange bevor die Europäer gekommen waren. Die einzige Möglichkeit, etwas über diese Völker herauszufinden, besteht also darin, ihre Überreste zu analysieren. Die Archäologie Nordamerikas hat also durchgehend mit Urgeschichte zu tun.

## Geschichte der Archäologie in Nordamerika

### Erste archäologische Versuche

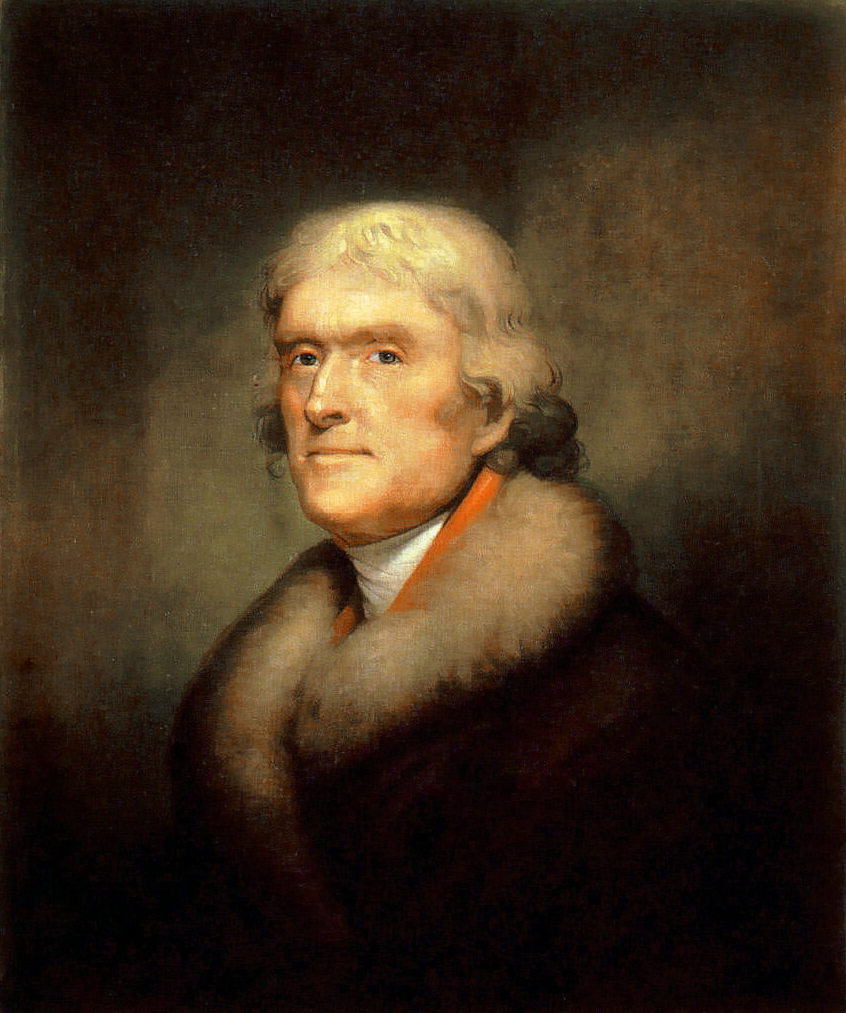
Erster Altertumsforscher Amerikas: Thomas Jefferson

Als eine Art Begründer der Archäologie als Wissenschaft (und nicht nur als Plünderung und Grabräuberei) gilt ein Mann, der für vieles bekannt wurde, aber nicht für seine naturwissenschaftlichen Forschungen: Thomas Jefferson, Verfasser der Unabhängigkeitserklärung der Vereinigten Staaten und später dritter Präsident der Vereinigten Staaten. 1781 schrieb er seine Notes on Virginia, die in dreiundzwanzig Kapiteln ausführlich über Topographie, Geologie, Ökonomie und Politik, Zoologie und Botanik, Mineralien und Marine und über die „Ureinwohner“ berichtet. Im Zusammenhang mit der Archäologie interessiert natürlich vor allem Letzteres. Jefferson berichtet darüber als „den ersten Versuch einer wissenschaftlich überlegten archäologischen Ausgrabung“.
Als erster führt Jefferson eine systematische Grabung durch einen sogenannten Mound, von denen noch die Rede sein wird, durch. Er gilt damit als Begründer der Stratigraphie, der Schichtenlehre, also der Bestimmung des (relativen) Alters von unter Erde verborgenen Gegenständen und Knochen aufgrund ihrer Lage zueinander.

### Pioniere der Archäologie
Systematische Ausgrabungen von Mounds und Erdwerken der Hopewell-Kultur und der Mississippi-Kultur begannen mit Ephraim George Squier und Edwin H. Davis, die in den 1840er Jahren in den Tälern des Ohio Rivers und des Mississippi Rivers gruben. Sie veröffentlichten 1848 Ancient Monuments of the Mississippi Valley als ersten Band in der Schriftenreihe der neu gegründeten Smithsonian Institution.
Der eigentliche Beginn der Archäologie in Nordamerika beginnt mit dem systematischen Durchreisen des Westens von Wissenschaftlern, die später als wesentliche Personen der Altertumsforschung in die Geschichte und die Bibliotheken eingehen sollten. Das Zentrum des Interesses liegt erneut im Südwesten, jenem trockenen und teilweise schwer zugänglichen Gebiet, das noch heute auf die meisten Menschen eine abstoßende Wirkung hat. Dieser Teil Nordamerikas war für die Archäologen deshalb besonders interessant, weil sie hier sowohl die ältesten Zeugen der Weißen Kultur (nämlich der Spanier) als auch die ältesten der Roten Kultur erwarteten und auch in vieler Hinsicht fanden. So wurde der Südwesten der USA zum Dorado der Archäologen statt zum Dorado der Spanier.
Zu den wichtigsten, die in dieser Gegend nach der Vergangenheit gruben, gehörten Adolph F. Bandelier und sein indirekter Nachfolger Alfred Vincent Kidder. Bandelier gilt als Wegbereiter der Archäologie im amerikanischen Südwesten. Er erkundete große Gebiete in dieser heute wüstenähnlichen Region zu Fuß zusammen mit seinem Freund Charles F. Lummis und schrieb sehr detaillierte Notizen in mikroskopischer Schrift nieder. Das Bandelier National Monument ist nach ihm benannt.
Beide, Bandelier und Kidder, verbrachten lange Zeit in diesem Gebiet und auf unzähligen Ausgrabungsstätten. Teilweise gruben sie über Jahre an einer einzigen Stelle, um dann so große Mengen an historischem Material gehoben zu haben, dass noch heute vieles davon praktisch unbeachtet in den Lagern irgendwelcher Museen auf ihre Auswertung und Klassierung wartet.
Besonders Kidder, dem später viele Ehren zuteilwerden sollten, hat sich einen Namen gemacht durch die Einführung einer Systematik in der Archäologie Nordamerikas. Er gehörte zu den ersten, die auch Wissenschaftler aus anderen Teilgebieten der Geschichtskunde in seine Arbeiten einband, etwa Ethnologen, Anthropologen, Sprachwissenschaftler und Geographen. Auch Ärzte und Pathologen wurden beigezogen, denn zuweilen ist es eine interessante Frage, woran denn ein bestimmter Mensch gestorben ist. Kidder hat als erster das Flugzeug zur Entdeckung von interessanten Stellen eingesetzt. Er setzte sich zu Charles Lindbergh ins Flugzeug, um Fotografien zu machen, was ihm ermöglichte, vieles zu erkennen, das vom Boden aus nicht mehr als menschliches Werk zu erkennen war – gradlinige Mauern und rechtwinklige Einfriedungen längst zerfallener Städte.
Ebenfalls an dieser Stelle ist Earl H. Morris zu nennen, der sich insbesondere durch die Ausgrabung und Restauration des Pueblo Aztec einen Namen gemacht hat. Er entdeckte darin einen der größten Kivas Nordamerikas, der heute als Touristenattraktion wiederhergestellt ist.

### New Deal
Bis heute wirken die Arbeiten nach, die durch die Works Progress Administration, eine Arbeitsbeschaffungsmaßnahme im Rahmen des New Deal organisiert wurden. Zur Linderung der Arbeitslosigkeit in der Great Depression rief US-Präsident Franklin Delano Roosevelt eine Vielzahl von Programmen ins Leben, in denen Arbeitslose durch Fachleute ausgebildet und angeleitet wurden. Die Archäologie gehörte fast von Beginn an zu den Tätigkeitsfeldern. 1933 wurde die Ausgrabung eines Mounds in Marksville, Louisiana als Pilotprojekt begonnen. Es folgten Beschreibungen bekannter archäologischer Stätten in allen Bundesstaaten im Rahmen der Bücher zur Geschichte jedes Bundesstaates, die im Federal Writers Project entstanden. Den Höhepunkt der archäologischen Arbeiten im Rahmen des New Deal stellten aber die großflächigen Ausgrabungen vorwiegend im Osten der Vereinigten Staaten dar, die nicht nur die Grundlage für die Erforschung der prähistorischen Indianerkulturen legten, sondern auch die Basis für die Ausbildung von professionellen Archäologen an Universitäten schufen. Einflussreich war der 1935 erlassene Historic Sites Act, der dem National Park Service den Auftrag zur Bewahrung von National Historic Sites übertrug und so eine organisatorische Grundlage für den Beruf des Archäologen bildete. Bedeutende Ausgrabungen waren Jamestown, die erste erfolgreiche britische Kolonie in Nordamerika, und die Shell middens am Green River, Kentucky rund um Indian Knoll.
Die archäologischen Projekte im New Deal hatten erhebliche und langandauernde Auswirkungen auf die Archäologie in den USA. Die Vielzahl der Grabungen sorgte für eine Professionalisierung der Archäologen. Weil nicht-ausgebildete Grabungshelfer eingesetzt wurden, mussten Abläufe und Protokolle standardisiert werden. Die Programme erlaubten auch im Südosten der Vereinigten Staaten erstmals die Vorgeschichte der Region in ihren Zusammenhängen zu erfassen, während bisher nur ein grober Überblick existierte. Nicht zuletzt fand auch die Gründung der Society for American Archaeology als Fachverband der Archäologen 1935 im Rahmen der Professionalisierung statt.

## Archäologie des Ostens: Atlantikküste, Ohio und das Mississippigebiet
Die systematische Erforschung der Vorgeschichte begann mit Grabungen an sogenannten Mounds. Diese finden sich vorwiegend in den östlichen Gebieten der Vereinigten Staaten, von Wisconsin bis zum Golf von Mexiko, vornehmlich aber in Ohio. Die Kulturen, die diese Hügel geprägt haben, nannte man folgerichtig Mound Builder.

### Mounds

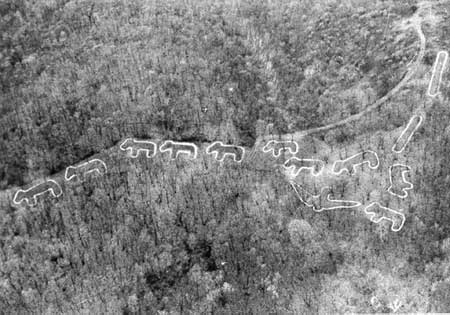
Die Marching Bear Mounds aus der Vogelperspektive

Die Mounds (etwa als Hügel zu übersetzen, wobei diese Bezeichnung ungenau und nicht immer zutreffend ist und daher nicht verwendet wird) sind künstliche Erdhügel von teils erstaunlicher Größe, die im Verlaufe der Zeit zu verschiedenen Zwecken errichtet wurden. Zunächst dienten sie vorwiegend als Grabhügel, später wurden sie zum Bau von Tempelanlagen verwendet. Daneben gibt es auch sogenannte Effigy Mounds, figürliche Hügelzüge, die meist Tierformen annehmen.
Im Gegensatz zu den Pueblos findet man diese jedoch vorwiegend im Osten und Nordosten, östlich des Mississippi. Besonders in Ohio befinden sich Tausende solcher künstlichen Hügel, deren Grundflächen an die Ausmaße der Cheops-Pyramide durchaus heranreichen. Weil dieses Gebiet bereits um 1780 besiedelt wurde, ist die Erforschung der Mounds älter als jene der Pueblos. Wie bereits erwähnt, war der erste, der eine systematische Grabung durch einen solchen Grabhügel anstellte, Thomas Jefferson. 1798 wurde an einem Mound erstmals eine Vorstufe der Dendrochronologie angewendet: Durch Zählen der Jahrringe eines auf dem Mound gefällten Baums konnte man erkennen, dass dieser schon mindestens 463 Jahre alt gewesen sein musste. Trotz dieser vereinzelten Versuche wissenschaftlicher Arbeit an den Mounds und trotz der 100 Jahre Vorsprung, die sich die Forschung gegenüber derjenigen im Südwesten hier hätte verschaffen können, blieben die vernünftigen Erkenntnisse bis um 1900 selten und die Schriften grob fehler- und lückenhaft.
Natürlich gab es auch bei der „Grabung“ in den Mounds, genauso wie bei den Pueblos, viele, die an der Wissenschaft und der Erkenntnis nicht im Geringsten interessiert waren und nur auf die Schätze aus waren. Entsprechend grob waren ihre Methoden. Da der Osten zur Mitte des 19. Jahrhunderts besser erschlossen war als der Südwesten, beteiligten sich Scharen von Leuten an der Schatzsuche, womit auch der von ihnen verursachte Schaden an diesen einmaligen Kulturgütern immens ist.

### Die Mound Builder

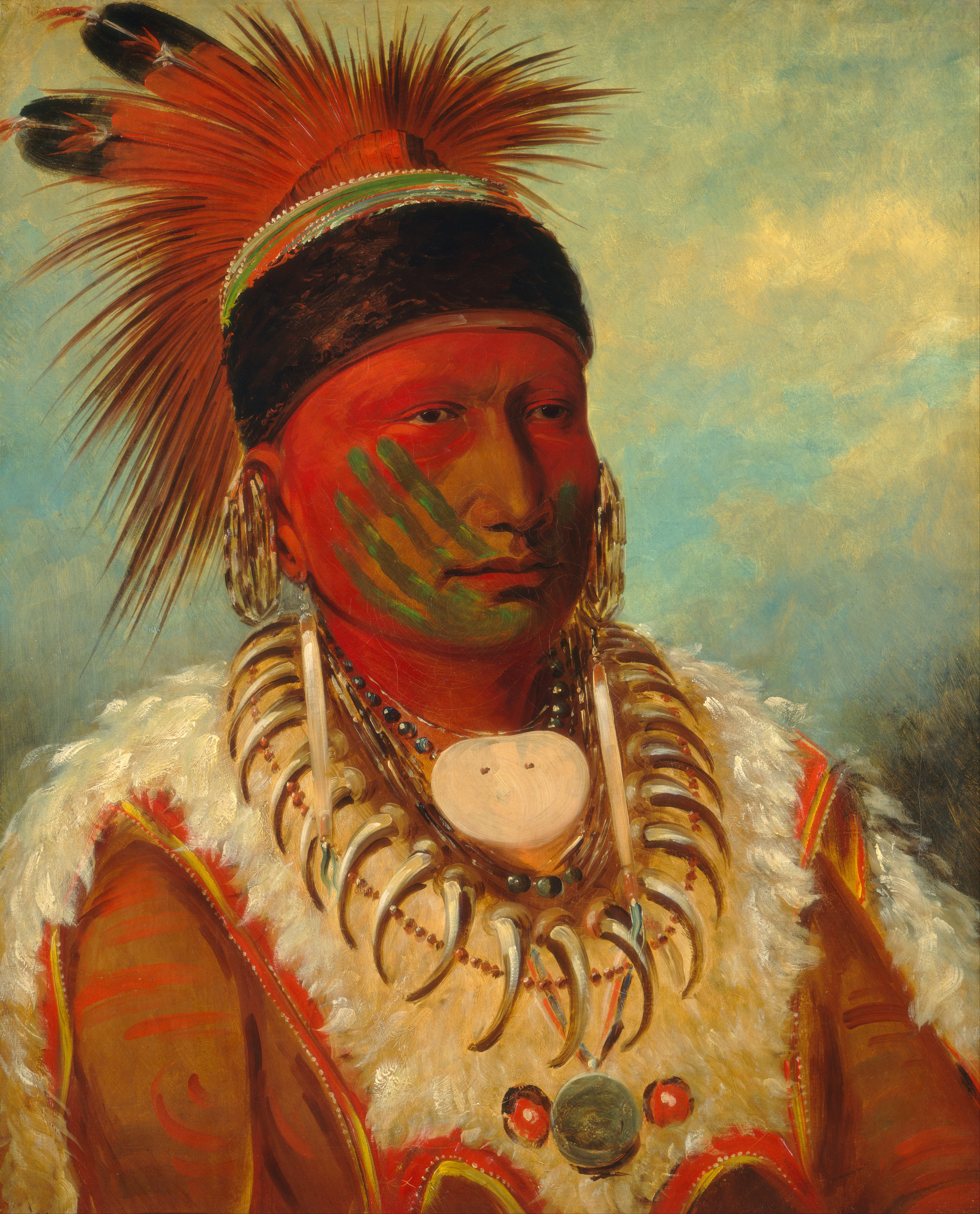
Weiße Wolke, Indianerhäuptling der Iowas

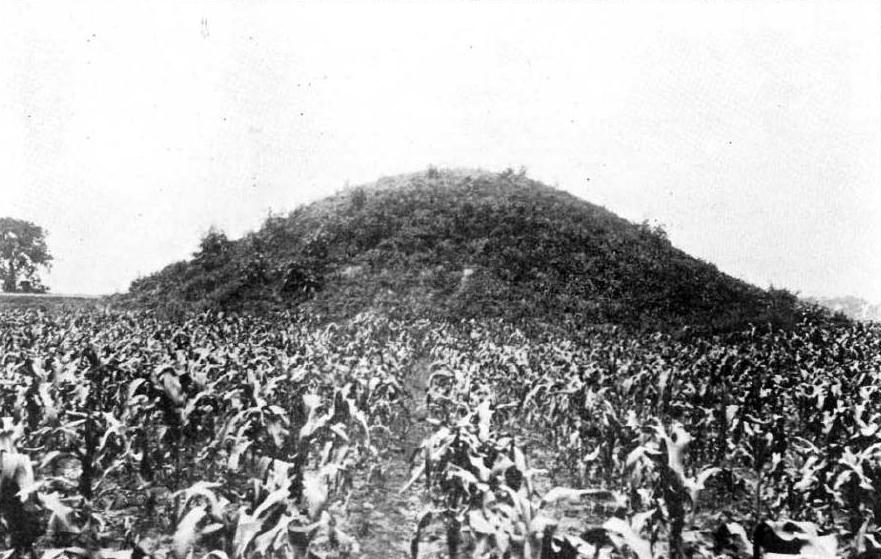
Der Adena-Mound in Chillicothe, Ohio, vor der Abtragung

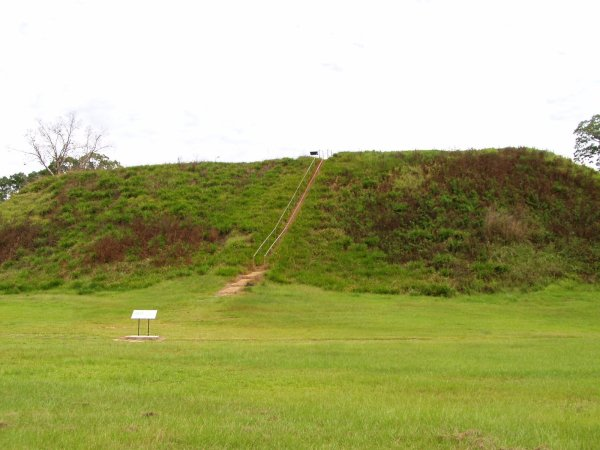
Temple Mound im Kolomoki Mounds State Historic Park

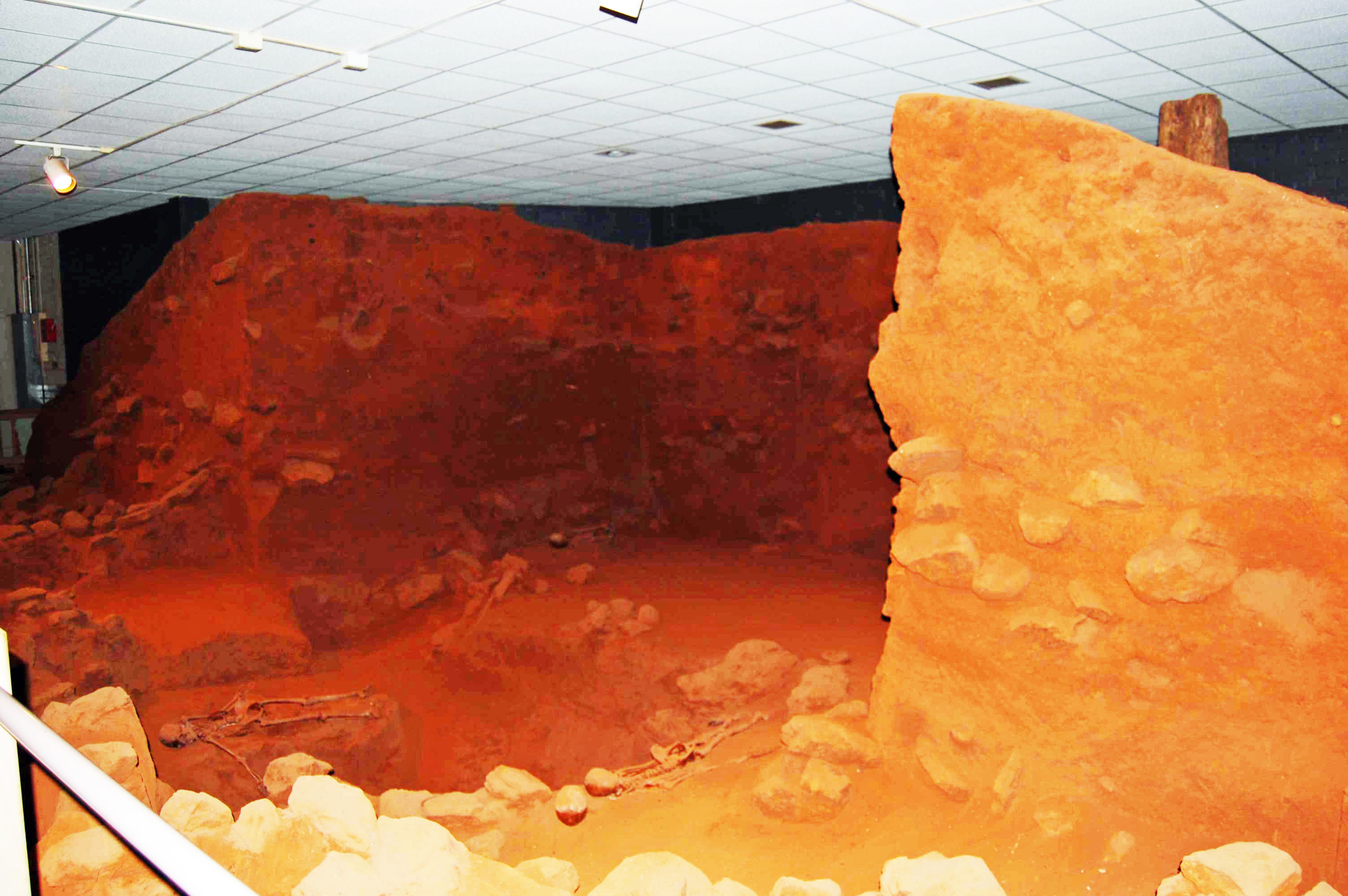
Geöffneter Mound im Kolomoki Mounds State Historic Park

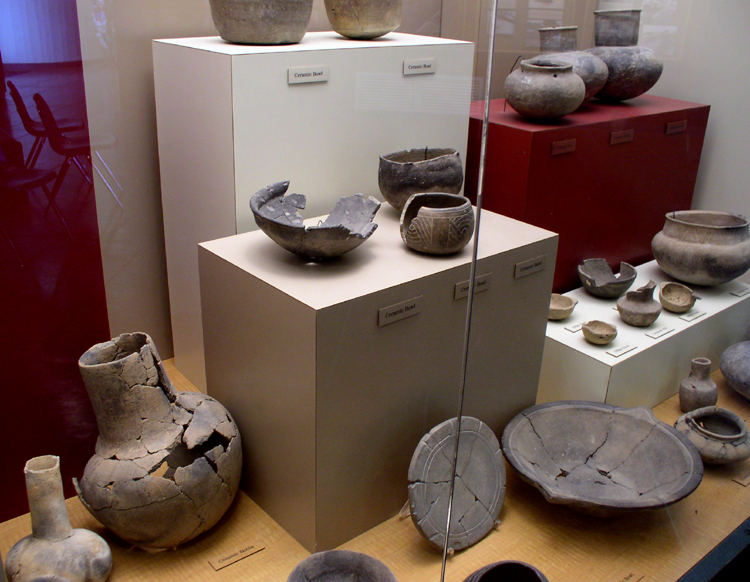
Ausgegrabene Keramikgefäße

Das Volk, das diese sonderbaren Hügel errichtet hatte, nannte man zunächst einfach Mound Builder. Nachdem die Erkenntnisse über die Bauwerke mit der Zeit besser wurden, erkannte man, dass da nicht ein Volk am Werk gewesen war, sondern mehrere. Auch dienten, wie bereits erwähnt, Mounds verschiedenen Zwecken, lange nicht alle dienten der Bestattung.
Die ersten Berichte von den Mound Builders stammen von den Spaniern, die ja bereits im 16. Jahrhundert von Süden in das heutige Gebiet der Vereinigten Staaten eindrangen und teilweise sogar noch auf die Völker trafen, die diese Gebilde errichtet hatten. Natürlich interessierten sie sich nicht für die Kultur, sondern nur für die Schätze, die hier ausgegraben werden konnten. Von Hernando de Soto etwa heißt es: „[Er] öffnete einen großen Tempel in den Wäldern, in dem die Häuptlinge des Landes begraben waren, und stahl aus ihm einen Perlenschatz…“ Viele der Grab-Mounds enthielten sehr reichhaltige Grabbeigaben, worauf es nicht nur die frühen Entdecker, sondern auch viele Hobby-Archäologen abgesehen hatten. Die frühen Archäologen, die dann aus dem Osten in die Mound-Gebiete zogen, kannten die alten spanischen Schriften nicht oder konnten sie nicht lesen, weshalb sie sich dann, da es kein Volk mehr gab, das man befragen konnte und entsprechend keine vernünftigen Erklärungen für diese doch riesenhaften Bauwerke mehr existieren, mythische Urrassen und andere Spekulationen erdachten. Es gab sogar Gelehrte, die die Bauwerke im Süden für spanische Befestigungsanlagen hielten.
So richtig interessierte sich bis Mitte des 19. Jahrhunderts auch niemand für die amerikanische Vorgeschichte, vielleicht abgesehen vom schon erwähnten Thomas Jefferson, dessen Lewis-und-Clark-Expedition die ersten Erkenntnisse aus dem Westen mitbrachten. Noch 1841 musste George Catlin seine im Indianerland gefertigten Notizen und Malereien auf eigene Kosten drucken lassen – in London!
Nach 1900 begann sich dann die heutige Sicht auf die Mound Builder abzuzeichnen. Auf die Paläo-Indianer, die ausschließlich nomadisch lebten, folgte die sogenannte archaische Phase. Danach folgte zunächst, etwa von 1000 v. Chr. bis 700 n. Chr., die Zeit der Grabhügel und danach bis ca. 1700 die Zeit der Tempelhügel. Diese rein zeitliche Einteilung (nach Gordon R. Willey) wird von den „Kulturen“ – vorwiegend als soziale Gruppen zu verstehen – vertikal durchtrennt. Die Adena-Kultur und die Hopewell-Kultur sind die beiden wichtigsten kulturellen Entwicklungszweige dieser Mound-Builder.
Wie schon oft waren sich die Experten auch hier uneins, wie diese Kulturen zu datieren seien. Die Adena-Kultur galt zwar schon früh als älter, da in der Hopewell-Kultur eindeutig einige Weiterentwicklungen gewisser Künste auszumachen waren, aber diese Angaben waren den Historikern zu ungenau. Erste Erkenntnisse über genaue Zeiten waren erst mit der Erfindung der Radiokarbonmethode möglich. Im Gegensatz aber zu den Pueblos, deren Baujahre mittels Dendrochronologie sehr exakt bestimmt werden konnte, ist die Sache bei den Mounds schwieriger. Die Radiokarbonmethode liefert sehr viel ungenauere Angaben und die Bauzeit der Mounds erstreckte sich oft auch über mehrere Generationen. Offen bleibt schließlich auch die Frage, woher die Völker kamen und wohin sie eines Tages wieder weiterzogen.
Das Adena-Volk (der Name ist, wie fast alle in der nordamerikanischen Archäologie, eine Erfindung der Archäologen und stammt nur vom Namen eines Fundplatzes), das also die ersten dieser Mounds errichtet haben soll, wird durch drei wesentliche kulturelle Erkenntnisse charakterisiert: Pflanzenanbau, Keramikherstellung und organisierte Gemeinschaftsarbeit. Ihre Mounds dienten der Bestattung, und es ist an den gefundenen Skeletten bzw. ihren Beigaben deutlich absehbar, dass die meisten in einem Mound beigesetzten Leute aus höheren gesellschaftlichen Schichten stammten. Der Totenkult muss eine ganz wesentliche Bedeutung gehabt haben, denn die Art der Bestattung gibt einige Rätsel auf: Die Knochen waren mit rotem Ocker eingefärbt, was natürlich erst möglich war, nachdem das Fleisch entfernt wurde oder verrottet war. Die Mounds dienten als Familiengräber, müssen also über Generationen entstanden sein.
Auf die Adena folgten die Hopewell, die aufgrund von anatomischen Unterschieden eindeutig nicht bloß Nachfahren der Adena waren. Ob sich die Völker aber vermischten oder ob die Adena vertrieben oder besiegt wurden, ist unklar. Die Gräber der Hopewell sind noch viel reichhaltiger als jene der Adena. Ihr Hang zu teurem und umfangreichem Schmuck ist auch ganz generell das, was sie von den Adena unterscheidet. Um sich Schmuckstücke und seltene Materialien zu beschaffen, spannten sie ein weitläufiges Handelsnetz über ganz Nordamerika, von der Ostküste bis zu den Rocky Mountains und von den Großen Seen bis zum Golf von Mexiko.
Doch auch dieses Volk, das man bereits in die Nähe einer Hochkultur rücken kann, verschwand in einem relativ kurzen Zeitabschnitt ins Ungewisse. Etwa um das fünfte Jahrhundert nach Christus ist es von der Landkarte verschwunden. Auf sie folgten nun die Temple-Mound-Builder, also die Erbauer der Tempel-Mounds. Ihre Mounds dienten jetzt nur noch ausnahmsweise zu Begräbnissen, stattdessen aber als Fundamente für (wahrscheinlich) Zeremonietempel. Von daher sind sie vergleichbar mit den Tempel-Pyramiden der Maya und der Azteken Süd- und Mittelamerikas, auch wenn die letztgenannten aus Stein, diese aber nur aus Erde bestehen. Die Tempel selbst können wir uns heute nur noch vorstellen – kein Archäologe hat sie je noch zu Gesicht bekommen.
Wie die Adena und die Hopewell haben auch die Temple-Mound-Builder einen extensiven Totenkult betrieben, davon zeugen verschiedene Fundstücke. Etwa um 1500 brach auch diese Kultur zusammen, vielleicht weil der Totenkult zu Barbarei übergegangen war – genau wissen wir es auch hier nicht. Einige Rituale sind allerdings bis in die historische Zeit erhalten geblieben als Teil der Traditionen von Cherokee, Chocktaw, Chicasaw, Creek und Natchez. Dass diese Indianerkulturen auch schwer gelitten haben, ist dann vorwiegend auf den Einfluss der Weißen zurückzuführen, über den weiter oben berichtet wird.
Erst nach dem Zweiten Weltkrieg erkannte man die frühesten Ausprägungen der Mound-Kulturen. Poverty Point im Mississippi-Schwemmland Louisianas war schon im 19. Jahrhundert als Standort eines Mounds mit ungewöhnlicher Form und Fundort von tausenden kleiner Lössbällchen unbekannter Verwendung bekannt. Aber erst auf Luftbildern wurden 1952 konzentrische Erdwälle und weitere Mounds erkannt, die die Anlage zum weltweit größten Bauwerk einer Jäger- und Sammler-Kultur machen. Mittels neuerer Radiokohlenstoffuntersuchungen zwischen 2001 und 2006 konnte die Anlage in das 18. bis 10. Jahrhundert v. Chr. datiert werden. Erst 1981 wurde ebenfalls im Norden Louisianas Watson Brake entdeckt, eine wesentlich kleinere Anlage aus elf Mounds, die einen Kreis um eine mutmaßlich zu rituellen Zwecken genutzte Freifläche bilden. 1997 wurde Watson Brake auf die Mitte der Archaischen Periode, 3500–3000 v. Chr. datiert, was diesen Fundort zum ältesten komplexen Mound-Bauwerk macht.

## Entdeckung des Südwestens

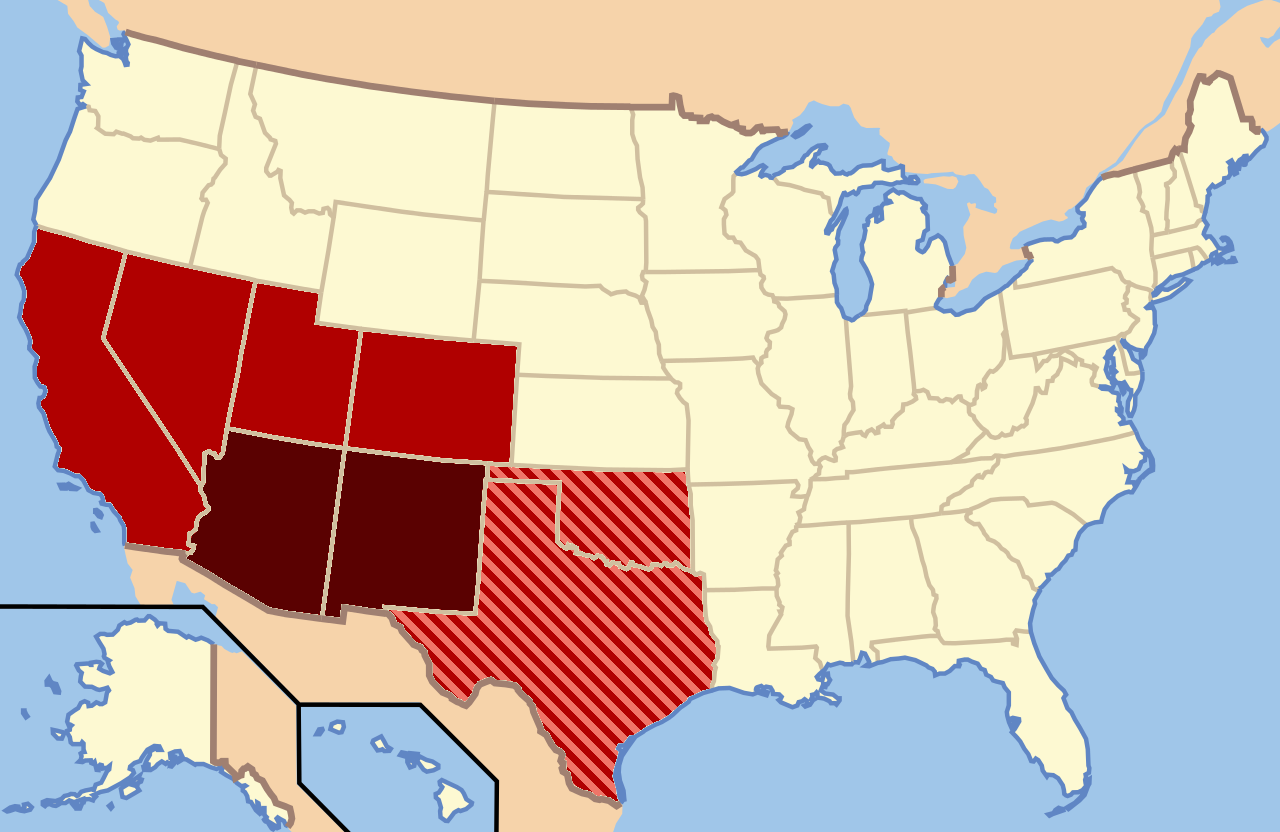
Die Definition des „Südwestens“ ist in den Quellen nicht einheitlich. Als Zentrum werden in der Regel Arizona und New Mexico angegeben, im Westen gehört insbesondere Kalifornien meistens nicht vollständig dazu und Texas und Oklahoma im Osten werden auch dem Süden zugerechnet

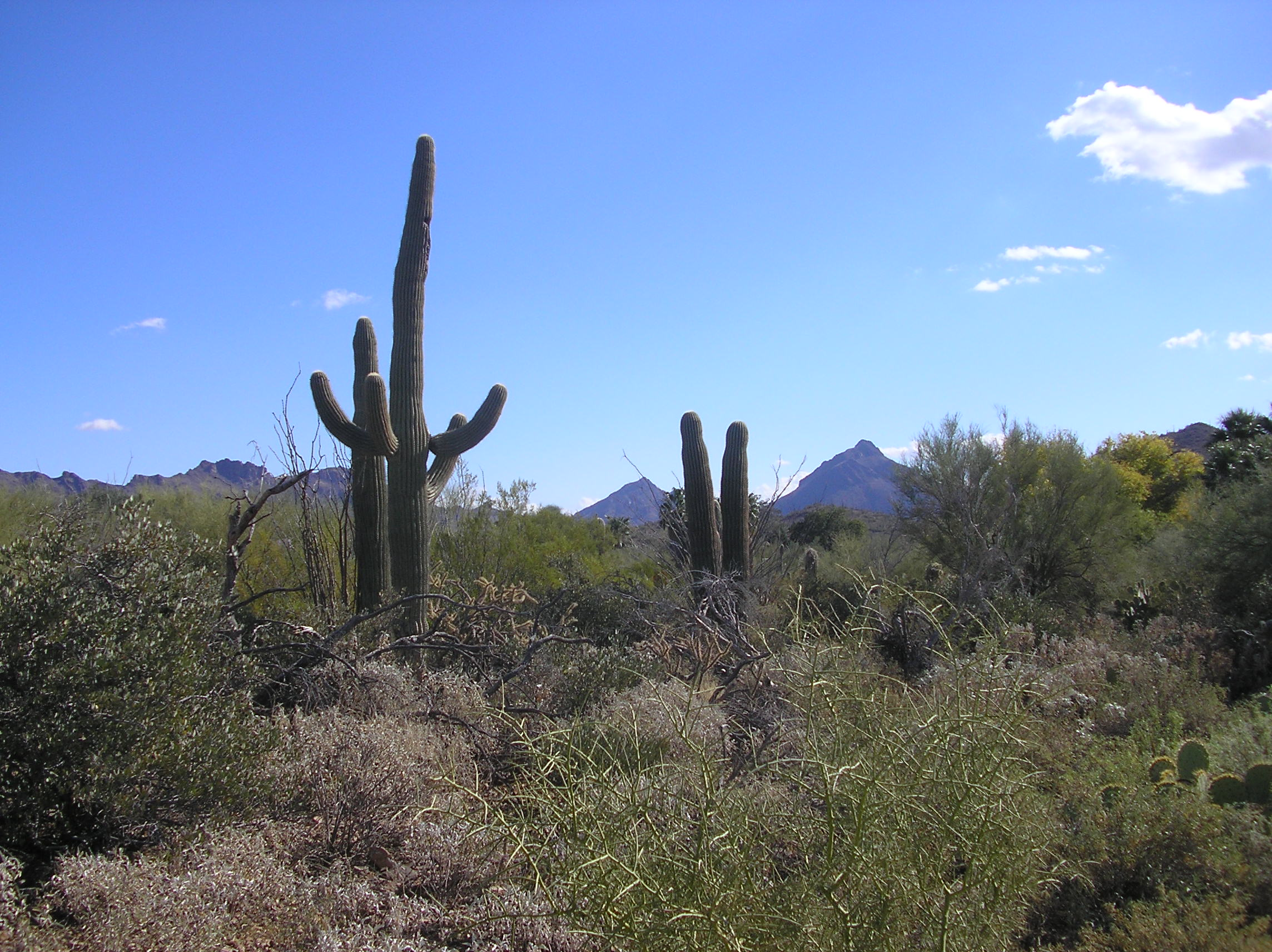
Typische Vegetation im Südwesten: Wüsten oder Halbwüsten

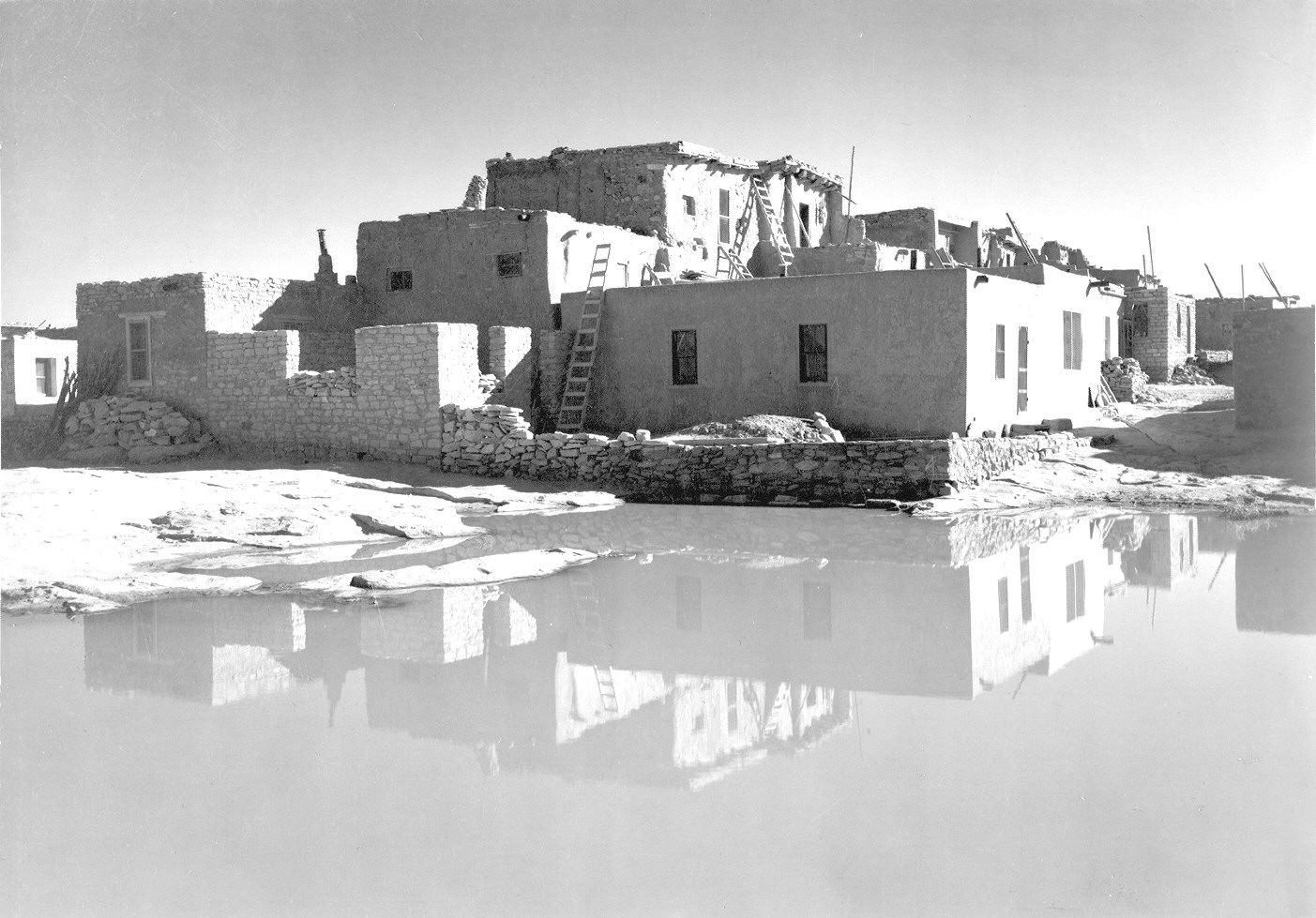
Ein intaktes Pueblo

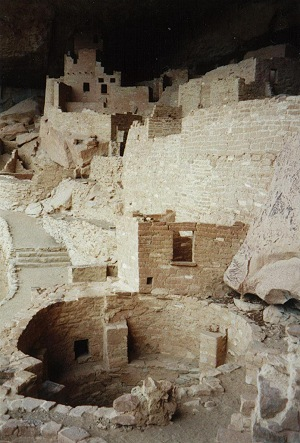
Eine Kiva

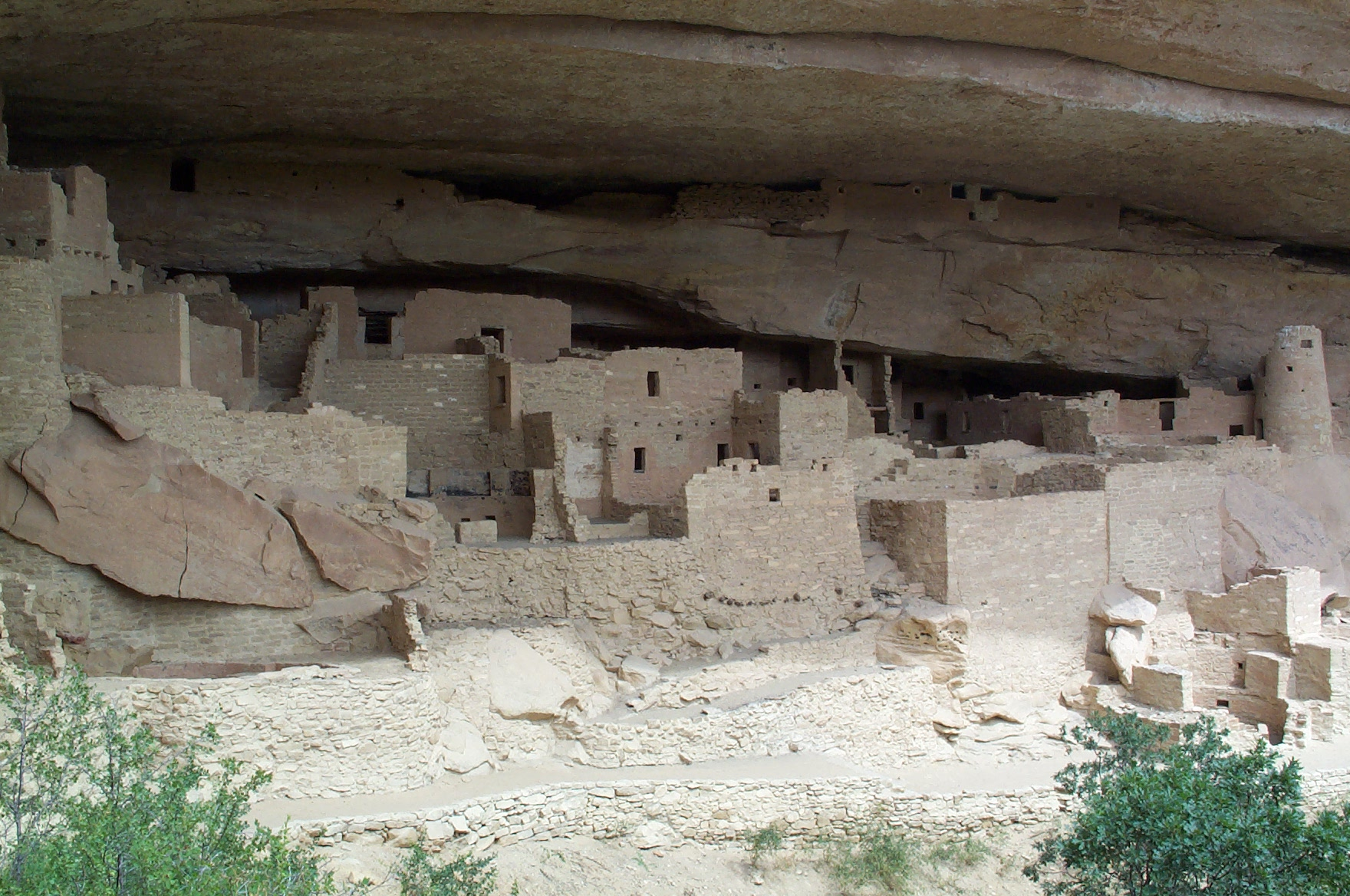
Ein Pueblo unter einem Felsüberhang. Solche waren vorwiegend in den späteren Phasen üblich

Ein für die Entwicklung der Methodik entscheidendes Forschungsgebiete der Archäologie in Nordamerika ist der sogenannte Südwesten der Vereinigten Staaten, womit nicht direkt eine Himmelsrichtung, sondern ein Gebiet gemeint ist. Es erstreckt sich über vorwiegend wüstenähnliche Gebiete in den Bundesstaaten Arizona, New Mexico sowie Teilen von Utah, Colorado, Nevada und Kalifornien im Westen und Kansas und Texas im Westen.

### Pueblos
Die wichtigsten Ausgrabungsstätten der Archäologen im Südwesten waren die sogenannten Pueblos. Diese Dörfer, in denen teilweise Hunderte oder gar Tausende wohnten, bestanden meist aus Adobe-Mauern. Die Dörfer waren mehrstöckig und alle Räume waren nur über das Dach zugänglich. Von außen musste man lange Leitern erklimmen, um sie zu betreten, was ihnen eine gute Verteidigung ermöglichte. Für die Archäologie ist nun besonders interessant, dass die Räume (bzw. deren Fußböden) auch als Müllhalde dienten. So finden sich in den Bodenschichten der erforschten Räume die Überreste vieler Keramikarbeiten. Die Keramik ist zunächst das wichtigste Instrument der Altersklassierung der entsprechenden Schichten. Daneben spielen auch Projektil- und Pfeilspitzen eine ähnliche Rolle, da man an deren Unterschieden auch eine Zuteilung zu Epochen vornehmen konnte. Wie sich noch zeigen wird, sind diese besonders bei der Beurteilung sehr alter Schichten wichtig, vor der Entwicklung der Keramik. Zentrales Element der Pueblos sind die Kivas, heilige Versammlungs- und Zeremonienräume, die den Männern vorbehalten waren.
Eines der wichtigsten Pueblos für die Archäologie und jahrelanger Grabungsort von Kidder war das Pecos Pueblo in New Mexico. Es war eines der letzten, das verlassen wurde und zu Ruinen zerfiel (Bandelier hat die letzten Leute aus Pecos noch gesehen). Über den Untergang von Pecos gibt es sogar Berichte, weil er in geschichtlicher Zeit geschah. Für den Niedergang verantwortlich sind zum einen kriegerische Comanchen, zum anderen verschiedene Seuchen. Pecos bot den Archäologen reiche Schätze an Tonscherben verschiedener Art und an menschlichen Gräbern. Die zweite wichtige Erkenntnis in den Ruinen von Pecos war, dass vor den Pueblo-Völkern ein Volk in der Gegend gelebt hatte, deren Handwerkskunst in der Korbflechterei besonders ausgeprägt war. Alle ihre Gefäße und viele Gebrauchsgegenstände bestanden aus Flechtwerk. Deshalb nennt man diese Völker die „Basket Maker“, die Korbflechter. Kidder stellte 1927 bei der ersten sogenannten Pecos-Konferenz, die er einberufen hatte, seine Altersklassifikation der indianischen Völker vor, die Jahrzehnte gültig blieb.
| Pecos-Klassifikation nach Kidder | Frank H. H. Roberts   |
| -------------------------------- | --------------------- |
| Basket Maker I                   | ---                   |
| Basket Maker II                  | Basket Maker          |
| Basket Maker III                 | Modified Basket Maker |
| Pueblo I                         | Developmental Pueblo  |
| Pueblo II                        |                       |
| Pueblo III                       | Great Pueblo          |
| Pueblo IV                        | Regressive Pueblo     |
| Pueblo V                         | Historic Pueblo       |

Da Kidders Ordnung heute mehr und mehr von einer Klassifikation von Frank Roberts jr. verdrängt wird, ist diese ebenfalls aufgeführt.
Die Ausgrabungen solcher Pueblos, von denen es im Südwesten eine stattliche Zahl gab und teilweise auch noch gibt, verlief oft ziemlich chaotisch, besonders in der Zeit bis etwa 1920. Nachdem eine Stätte entdeckt wurde, konnte es vorkommen, dass in wenigen Stunden die Plünderungen oder wilden Grabungen begannen, so dass eine spätere systematische Analyse gar nicht mehr möglich war und viele Fundgegenstände für immer weggeschleppt wurden. Auch wurden Wände eingerissen, weil man dahinter eingemauerte Skelette vermutete, die sich oft auch fanden. Schließlich konnte man auch die Wände aus Adobe-Ziegeln sehr gut für die eigenen Behausungen brauchen, ähnlich wie man es auch mit historischen Gebäuden der Alten Welt tat, wenn diese nicht mehr benötigt wurden.
Alte spanische Berichte über eine Auseinandersetzung von spanischen Expeditionsteilnehmern und den Pueblo-Bewohnern lassen gewisse Rückschlüsse auf die Eigenheiten der Bewohner zu. 1590 musste eine Gruppe von Spaniern, aufgrund ihres Hungers notgedrungen friedlich, als Gäste Aufnahme suchen. Die Indianer verhielten sich zunächst friedlich und gaben den Fremden, wonach sie verlangten. Als diese dann aber ihre Waffen ablegten und einen Friedensvertrag aushandeln wollten, fielen die Indianer über sie her, die Spanier konnten jedoch entkommen. Nachdem die Spanier mit Verstärkung zurückkamen, schlugen die Indianer erneut ein Friedensangebot aus und überschütteten die Fremden mit Pfeilen, gaben aber sehr schnell auf, als die Spanier zum Sturm ansetzten. In wenigen Tagen verließen sie die Stadt und überließen sie den Spaniern.
Zu beachten ist, dass Kidder 1927 die absoluten Jahrzahlen noch nicht kannte, nur ihren relativen Bezug. Die absoluten Zahlen konnten erst einige Jahre später, zuerst durch Dendrochronologie und dann durch die 14C-Datierung ermittelt werden.
| Zeit                        | Pecos-Klassifikation nach Kidder | Frank H. H. Roberts   | Beschreibung |
| --------------------------- | -------------------------------- | --------------------- | --- |
| bis ca. 100 v. Chr.         | Basket Maker I                   | ---                   | Hypothetische Bezeichnung, spätarchaisch, keine Funde |
| 100 v. Chr. bis 400 n. Chr. | Basket Maker II                  | Basket Maker          | Erdgrubenhäuser, Höhlen und Felsen je nach Saison, Anbau von Mais und Kürbis, Flechthandwerk                                                                                     |
| 400 bis 700                 | Basket Maker III                 | Modified Basket Maker | Permanente Siedlungen, Runde Erdgrubenhäuser, Mais, Kürbis und neu Bohnen, Truthahn als Haustier; Gegen Ende: Töpferei. Ersatz der Speerschleuder (Atlatl) durch Pfeil und Bogen |
| 700 bis 900                 | Pueblo I                         | Developmental Pueblo  | Oberirdische Wohnhütten, Weben und Töpferei |
| 900 bis 1100                | Pueblo II                        | Developmental Pueblo  | Größte Ausdehnung der Anasazi-Tradition; Siedlungen aus Stein, Blütezeit der Groß-Pueblos, Wasserwirtschaft und Dämme                                                            |
| 1100 bis 1300               | Pueblo III                       | Great Pueblo          | Aufgabe vieler Siedlungen, Konzentration auf wenige große Pueblos. Siedlungen in den Felsen, Straßen                                                                             |
| 1300 bis 1700               | Pueblo IV                        | Regressive Pueblo     | Eindringen der Spanier, Abwanderung aus den Dürregebieten Richtung Rio Grande und Little Colorado, Kiva-Wandmalerei                                                              |
| 1700 bis Gegenwart          | Pueblo V                         | Historic Pueblo       | Europäische und spanische Einflüsse, Blütezeit des Kunsthandwerkes seit 1945 |

### Kulturen des Südwestens

Siedlungsgebiete der großen Kulturen des Südwestens: Anasazi, Hohokam und Mogollon

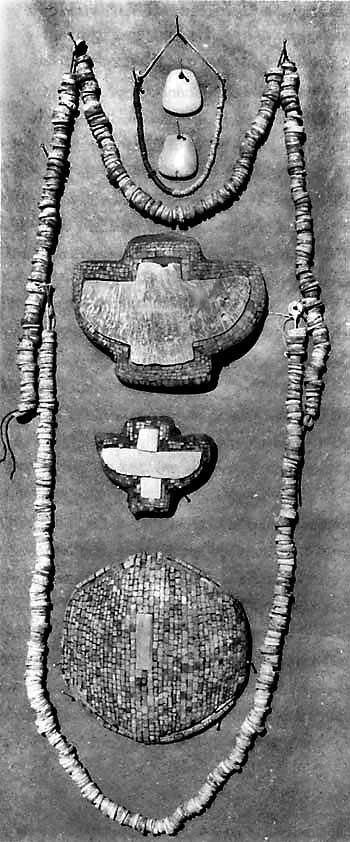
Schmuckstücke der Hohokam, gefunden im Casa Grande Ruins National Monument in Arizona

Zunächst stellt sich bei der Beschreibung der Kulturen des Südwestens die Frage, was man überhaupt als eine „Kultur“ bezeichnen kann. Praktisch besteht Einigkeit, dass man die Maya und die Azteken als Hochkulturen bezeichnen kann, diese lebten aber in Mittelamerika. Für Nordamerika ist das Bild verschwommener, da viele kulturelle Entwicklungen sehr langsam und zum Teil parallel erfolgten, so dass die zeitliche und auch die örtliche Abgrenzung kaum möglich ist. Auch sind keine schriftlichen Quellen überliefert, so dass nie Namen der Völker und ihrer Entwicklungsperioden oftmals mehr oder weniger willkürliche Erfindungen der Forscher sind.
Es gibt zudem nicht viele Dinge, an denen man die Entwicklung festmachen kann. Bereits erwähnt wurde die Korbflechterei und die sie ablösende Töpferei, weiter ist die Weberei zu nennen, die die Indianer ebenfalls entwickelt haben. Viele weitere Entwicklungen, die in der Alten Welt den Aufstieg zu den großen Kulturen der Frühzeit (Babylon, altes Ägypten) begleiteten und prägten, blieben hier aus. Die Indianer Nordamerikas kannten weder das Rad oder den Wagen, auch nicht den Hebel oder die Metallschmelze. Sie hatten auch keine Tiere domestiziert und sich zu nutzen gemacht – bis auf den Truthahn, von dem aber bekannt ist, dass er sich gerne und freiwillig selbst domestiziert. In der Landwirtschaft hatten sie sich den Mais zu nutzen gemacht und gewisse Kürbisarten. Es sind dies praktisch die einzigen nordamerikanischen Nutzpflanzen.
Nach den Erkenntnissen in den Pueblos wurden mehrere Volksgruppen identifiziert, die teilweise nacheinander, teilweise gleichzeitig die weiten Regionen des Südwestens besiedelt haben sollen. Die Einteilung der Perioden untersteht jedoch einem beständigen wissenschaftlichen Disput. Der Übergang von den Jäger-und-Sammler-Kulturen der Paläo-Indianer (von denen noch die Rede sein soll) wird als Archaische Periode bezeichnet. Der Übergang beginnt etwa um 8000 vor Christus. Als Ursprung der späteren Pueblo-Kulturen galt lange die Cochise-Kultur, das gilt heute allerdings nicht mehr als sicher.
Eine der bekannteren frühen Kulturen des Südwestens waren die Hohokam. Ihr Name bedeutet die, die (spurlos) verschwunden sind. Tatsächlich ist über ihr Verbleib nichts bekannt. Wahrscheinlich gingen sie in anderen Pueblo-Kulturen auf. Ihre vermeintlichen Vorgänger waren die Cochise, was aber, wie gesagt, nicht mehr so eindeutig ist. Etwas später als die Hohokam traten die benachbarten Mogollon hervor. Die dritte wichtige spätere Kultur ist jene der Anasazi. Alle drei dürften sich gegenseitig beeinflusst haben und später durch Vermischung selbst ihre Eigenständigkeit verloren haben.

## Der erste Amerikaner
siehe auch: Paläo-Indianer
Bis etwa 1920 waren die Geheimnisse der Pueblos und der Mounds zu großen Teilen enträtselt. Zwar fehlten noch die exakten Datierungsmaßnahmen, die erst in den 1930er- und 1940er-Jahren entwickelt werden sollten, aber eine weitere, für viele noch wichtigere Frage blieb ebenfalls unbeantwortet: Wann besiedelten die ersten Menschen Nordamerika? Wer war der erste Amerikaner?
Der erste Fund eines angeblichen Ureinwohners von Amerika wurde am 16. Oktober 1869 gehoben. Es war eine versteinerte Mumie eines Riesen. Die Ausgrabung war eine Sensation, die die Massen und die Zeitungen begeisterte. Allerdings erwies sich der Fund des sogenannten Amerikanischen Goliath als ein Schwindel. Der Fund war eine bewusst vergrabene Gipsstatue, die als größte wissenschaftliche Fälschung in die Geschichte der nordamerikanischen Archäologie einging.
1925 machte ein schwarzer Cowboy aus der Gegend um Folsom (New Mexico) auf sich aufmerksam, da er sehr alte Knochen in einer Felswand gefunden hatte, die er nicht zuordnen konnte. Bei den Knochen fanden sich Projektilspitzen, die offensichtlich von Menschenhand geschaffen waren. Die Knochen erwiesen sich als die eines Bison antiquus figginsi, der aber seit rund 10.000 Jahren ausgestorben war. Die Frage, die sich also stellte, war, ob die gefundenen Projektilspitzen zum Bison gehörten oder nur zufällig in der gleichen Schicht lagen. Eine wissenschaftliche Gruppe um J. D. Figgins, Direktor des Colorado Museum of Natural History, begann mit Grabungen. Sie erbrachten 1927 den Beweis, dass die Projektilspitzen tatsächlich dazu gedient hatten, den Bison zu erlegen, weil sie noch zwischen den Rippenbögen der fossilen Knochen befindliche Projektilspitzen fanden. Damit war belegt, dass Menschen schon vor mindestens zehntausend Jahren in dieser Gegend Jagd machten.
Nach der Fundstelle wurde die Folsom-Kultur benannt. Die Speerspitzen, die sich als charakteristisches Merkmal der frühen Einwohner Nordamerikas herausstellten, werden folglich als Folsom points bezeichnet und gehören zu den kürzesten Spitzen, die gefunden wurden. Die Spitzen eignen sich auch deshalb sehr gut als Klassifikationsmerkmal, weil sie in sehr großer Zahl über ganz Amerika verteilt vorkommen. Anfänglich wunderten sich die Archäologen darüber, wieso diese Leute, deren wichtigstes und überlebenswichtiges Werkzeug der Speer war, so verschwenderisch mit ihren mühsam aus Stein gefertigten Spitzen umgingen. Auch in den Skeletten der Tiere, die wohl von den Menschen erlegt und gegessen worden waren, fanden sich noch viele der Spitzen, man hatte sich also nicht einmal die Mühe gemacht, die Speerspitzen wiederzuverwenden. Die Lösung lieferten Halvor L. Skavlem und sein Schüler Alonzo W. Pond um 1930. Sie erprobten die Techniken der Werkzeugherstellung aus Stein praktisch und konnten demonstrieren, dass das Fertigen einer einzelnen Speerspitze nur Minuten dauerte und nicht, wie oft angenommen, mehrere Wochen. Selbst ein sauber geschliffenes Steinbeil konnte in wenigen Stunden hergestellt werden.
An der Fundstelle fanden sich jedoch keinerlei menschliche Knochen. Auch bei weiteren Funden von Tierknochen zusammen mit Folsom-Spitzen wurden niemals menschliche Überreste gefunden, nur die Spuren ihrer Arbeit, also Kerben in Knochen oder angebrannte Knochen. Bei der gefährlichen Treibjagd, die die frühen Jäger unternommen haben müssen, scheint es erstaunlich, dass keine sterblichen Reste der Menschen erhalten blieben. Später wurden Folsom-Funde mit Hilfe der C-14-Methode auf etwa 10.000 Jahre vor unserer Zeit datiert.

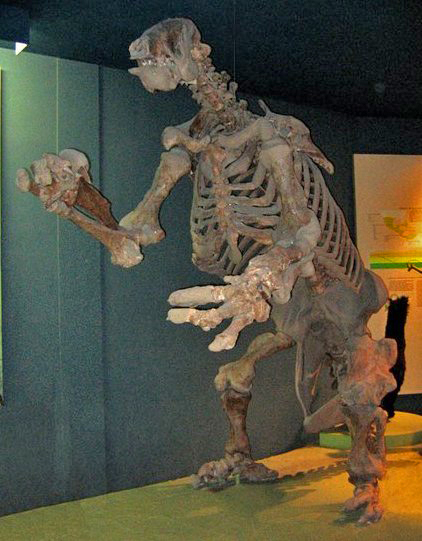
Eremotherium-Skelett

In den Bergen von Sandia, ebenfalls in New Mexico, wurde eine Höhle mit Überrestes prähistorischen Lebens entdeckt. Die Grabungen begannen 1936 unter der Leitung von Frank C. Hibbon. Die Arbeiten erwiesen sich als schwierig, da sie vom vielen aufgewirbelten Staub erheblich behindert wurden. Die erste wichtige Entdeckung in der Höhle war ein Knochen, der offensichtlich von einer Klaue stammte. Es zeigte sich, dass die Klaue dem Riesenfaultier zuzuordnen war. Dieses ist aber, genau wie der Ur-Bison von Folsom, seit mindestens 10.000 Jahren ausgestorben. Da Teile des Skeletts fehlten und menschliches Werkzeug gefunden wurde, entstand die Vermutung, dass die Höhle dem Faultier nicht als Unterschlupf gedient hatte, sondern dass Menschen Teile des Riesenfaultieres in die Höhle geschleppt hatten. Allerdings fehlte der Beweis, dass dieses Tier in der gleichen Zeit gelebt hatte, als die Menschen die Höhle benutzten.
Für die weitere systematische Grabung, die sich nun empfahl, musste zuerst das Problem mit dem Staub gelöst werden, denn verschiedene Studenten und Helfer bei der Grabung hatten sich ernsthafte Atemwegserkrankungen zugezogen. Nachdem eine gewaltige Absaugmaschine installiert wurde, konnte mit der systematischen stratigrafischen Grabung begonnen werden. Die oberste Schicht aus Staub und Fledermaus-Exkremente mehrerer hundert Jahre war wenig interessant. Darunter wurde eine dünne Kalzium-Karbonatschicht freigelegt und darunter die sogenannte Folsom-Schicht, also Funde aus der Folsom-Periode. Unter der Folsom-Schicht und unter einer dichten Trennschicht aus gelbem Ocker fand sich eine weitere Schicht mit den Überresten menschlicher Anwesenheit und einer anderen Form von Speerspitzen – länger als jene von Folsom. Vor der Folsom-Periode existierten also noch frühere Einwohner in dieser Region. Diese nennt man entsprechend ihrem Fundort die Sandia-Menschen. Auch bei dieser Grabung wurden jedoch keine menschlichen Überreste gefunden, weder Knochen noch Zähne.
Um die neuen Funde exakt zu datieren, wurde die glaziale Chronologie eingesetzt (die Radiokarbonmethode stand noch nicht zur Verfügung). Die Klimaveränderung während der letzten Eiszeiten ermöglichten Untersuchungen über das Alter der Schichten anhand ihrer Feuchtigkeitsanteile. Kirk Brian, der diese Untersuchung leitete, kam aufgrund der Schichtfolge zum Schluss, dass die Ockerschicht, die Sandia und Folsom in den Sandia-Höhlen trennte, ein Alter von etwa 25.000 Jahren haben musste. Dieses Ergebnis war eine neuerliche Sensation, die das angenommene Alter der ersten Einwohner Nordamerikas noch einmal mehr als verdoppelte. Spätere Radiokarbon-Datierungen bestätigten diese Einteilung teilweise, dennoch geht heute die Mehrzahl der Archäologen davon aus, dass die Sandia-Spitzen nur etwa 9000 bis 13.000 Jahre alt sind.
Die dritte wegweisende Entdeckung früher Jäger in Nordamerika geschah in Clovis, auch im Bundesstaat New Mexico. Entsprechend nennt man ihre Kultur die Clovis-Kultur. Ihre Speerspitzen sind deutlich länger als jene der Folsom-Periode und auch als jene der Sandia-Periode. Ihre Datierung ist auch nicht eindeutig, wird aber auf maximal etwa 13.000 Jahre angegeben. Damit ist die Clovis-Kultur nach allgemeiner Überzeugung die älteste flächendeckend verbreitete auf dem amerikanischen Kontinent, auch wenn viele Experten an der exakten Datierung noch zweifeln.
Folgende Einteilung ist bis auf die Zeitangaben, die einer beständigen wissenschaftlichen Debatte unterliegen, einigermaßen akzeptiert:
| Periode | Zeit                         | Speerspitze | Benannt nach        |                                                                                            |
| ------- | ---------------------------- | ----------- | ------------------- | ------------------------------------------------------------------------------------------ |
| Clovis  | vor ca. 12.000-11.000 Jahren |             | Clovis (New Mexico) | Einseitig gekehlte Spitze, verwendet vorwiegend zur Großtierjagd, ca. 9 cm lang            |
| Sandia  | Etwa gleichzeitig mit Clovis |             | Sandia Mountains    | Einseitig gekehlt, mit ca. 7,5 cm Länge kürzer als die Clovis-Spitzen                      |
| Folsom  | Seit ca. 11.000 Jahren       |             | Folsom (New Mexico) | Beidseitig gekehlt, mit ca. 5 cm deutlich kürzer und leichter als die anderen beiden Typen |

Hinweise auf eine noch ältere Besiedlung Nordamerikas wurden danach verschiedentlich gefunden. Die folgende Liste führt einige Fundstellen auf. Wie immer, unterliegen die Zeitangaben, selbst jene, die mit der im Allgemeinen als recht verlässlich angesehenen C-14-Methode gemacht wurden, teilweise erheblichen Schwankungen. Praktisch jeder neue Fund lanciert die Debatte um die Chronologie der Ureinwohner neu.
- 1929 grub Mark R. Harrington in der Gypsum Cave, einer Höhle in Nevada. Seine Grabung war deshalb besonders, weil er sich für eine merkwürdige Masse besonders interessierte, die sich als Kot herausstellen sollte. Analysen ließen auf einen großen Pflanzenfresser schließen, der schließlich auch identifiziert wurde: Das Riesenfaultier beziehungsweise dessen sterbliche Überreste. Sogar Teile seines rötlichen Fells wurden gefunden. Die Spitzen, mit denen hier getötet worden war, waren rhombisch und unterschieden sich von den anderen deutlich, sie werden folgerichtig Gypsum Points genannt. Das Besondere an diesen Höhlenfunden war aber ihre Kontinuität. Zuunterst wurden die Relikte der Paläo-Indianer gefunden, darüber jene von Basket Maker und der Pueblo-Indianer sowie der Paiute-Indianer. Zuoberst schließlich fand sich eine Bohnendose, die unzweifelhaft einem modernen Menschen, vielleicht einem Cowboy, gehört haben mochte.
- 1955 wurden am San Pedro River riesige Knochen gefunden, die eindeutig ausgestorbenen Tieren gehörten. An diesem Fund zeigten sich die Probleme und Ungenauigkeiten der C-14-Methode: Verschiedene Datierungen derselben Feuerstelle an verschiedenen Universitäten lieferten Angaben von 7022 ±450 Jahren, 8330 ±450 Jahren, 11.180 und 11.290 Jahren. Nachdem festgestellt wurde, dass die ersten zwei Proben offensichtlich verunreinigt waren, ergaben Wiederholungsmessungen ein Alter zwischen 10.900 und 12.000 Jahren.
- 1988 fanden Archäologen bei East Wenatchee (Washington) Clovis-Spitzen aus Quarz, die noch deutlich größer waren als die üblichen Clovis-Spitzen. Sie ließen sich mit hoher Wahrscheinlichkeit auf die Zeit vor 11.250 Jahren datieren, da sie von einer Vulkan-Ascheschicht bedeckt waren, die von der Eruption des Glacier Peak herrühren dürfte, dessen Ausbruchsserie recht genau datiert ist.
- Mittels modernster Technik konnten in den Paisley-Höhlen menschliche Exkremente gefunden werden, die mit der C-14-Methode auf 14.300 Jahre vor unserer Zeit datiert werden konnten. DNA-Tests konnten die Exkremente eindeutig amerikanischen Ureinwohnern zuordnen.[11]
- Die bislang ältesten Funde in Amerika wurden 2011 im Buttermilk Creek Complex in Texas gemacht. Sie bestehen aus Projektilspitzen und anderen Artefakten, die eindeutig als Vorläufer der Clovis-Spitzen identifiziert werden konnten. Damit gilt als gesichert, dass die Clovis-Technologie in Amerika entwickelt und nicht bereits aus Asien mitgebracht wurde.[12]

Parallel zu den archäologischen Grabungen, die versuchten, den ersten Amerikaner zu finden, bestand auch immer die Frage, wie und wann dieser Vorfahre die neue Welt betreten hatte. Heute besteht weitgehend Einigkeit darüber, dass die ersten Menschen am Ende der letzten Eiszeit über die damals trockene Beringstraße in die Neue Welt eingewandert sein mussten. Die Erkenntnisse aus der Glaziologie, die eine solche Wanderung trockenen Fußes durch den Rand des Nordpolarmeers bis höchstens etwa vor 11.500 Jahren für möglich hält, decken sich mit dem vermuteten Alter der ältesten fossilen Funde menschlicher Anwesenheit.

## Methoden
Die aufgeführten Methoden waren und sind in der Archäologie Nordamerikas besonders wichtig geworden oder besonders für sie entwickelt worden, weil viele der in der alten Welt vorhandenen Möglichkeiten der Altertumsforschung, namentlich der Analyse alter Inschriften und der Deutung alter Erzählungen in Ermangelung derselben nicht anwendbar sind.

### Stratigrafie
Das wichtigste und älteste Verfahren, das den Archäologen die Datierung erlaubte, war die Stratigrafie. Diese Lehre geht davon aus, dass das, was zuerst weggeworfen wurde, zuunterst liegt, und das was am neuesten ist, zuoberst. Daraus kann man nun eine Chronologie rekonstruieren, etwa um die Entwicklung der Kunst anhand von gefundenen Keramikscherben nachzuvollziehen. Findet man nun den gleichen Typus von Scherben an einem anderen Ort, kann man davon ausgehen, dass die beiden Orte gleichzeitig bewohnt waren. Auf diese Art und Weise kann man auch bestimmen, welcher von zwei Orten der jüngere oder länger bewohnte ist. Aber das große Problem dieser Methode ist, dass man damit keine absolute Zeitangabe machen kann. Wann entstanden diese Scherben, wann genau wurde dieses Pueblo verlassen?
Diese für die Archäologie wesentlichen Fragen konnten erst mit der Erfindung von drei gänzlich neuen Methoden beantwortet werden, die in Amerika entwickelt wurden und für genau die hier vorhandenen Probleme Antworten lieferten: Die Thermolumineszenzdatierung, die C-14-Methode und die Dendrochronologie.

### Dendrochronologie

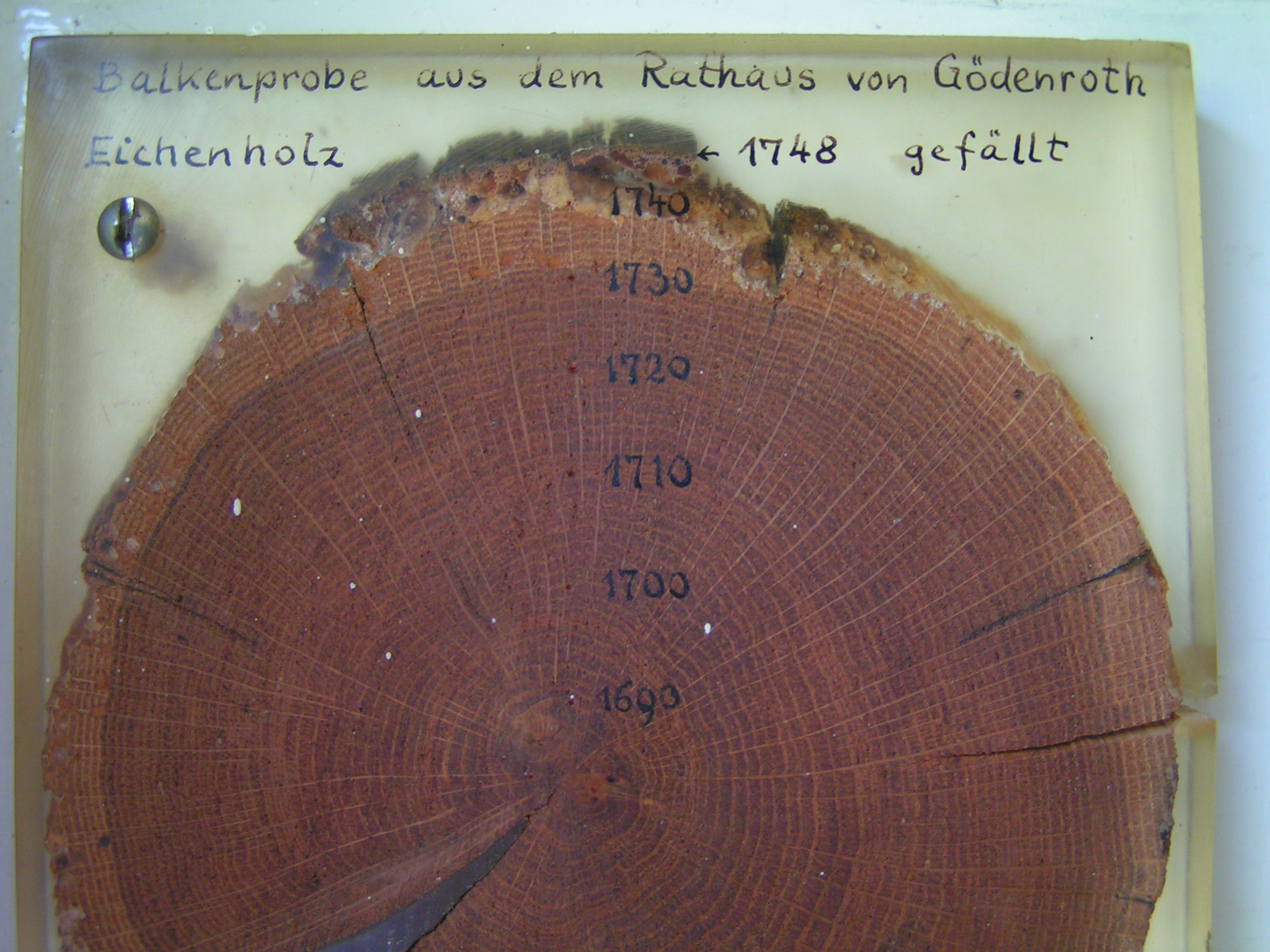
Zählung der Jahrringe eines Baums mit absoluter Datierung

Die älteste dieser Methoden ist die Dendrochronologie (Baumring-Datierung), die Andrew Ellicott Douglass zwischen 1919 und 1929 entwickelte. Anhand der Unterschiede in den Jahrringen geschlagener Bäume kann man ihr Alter bestimmen. Das war an sich nichts Neues. Douglass’ Entdeckung bestand nun darin, dass man die klimatisch bedingten Jahrringverläufe, also die Größe der Jahrringe, verschiedener Bäume miteinander vergleichen konnte und so Übereinstimmungen in den Verläufen und damit Gleichzeitigkeit erkennen konnte. Dadurch konnten schon sehr genaue Zeitangaben gemacht werden, aber zunächst immer noch relativ („dieser Baum wurde genau neun Jahre nach jenem gefällt“). Interessant wurde die Entdeckung erst durch das Erstellen sogenannter Jahrringkalender mit Hilfe des cross-datings. Dabei werden verschiedene Bäume und archäologische Fundstücke so nebeneinander eingereiht, dass sie eine unterbrechungsfreie Reihe von Jahrringen ausgehend von der Gegenwart ergaben.
Die Vorteile dieser Methode sind der verhältnismäßig geringe Aufwand einer Datierung und ihre hohe Genauigkeit. Sie ist allerdings auch mit einigen größeren Nachteilen verbunden: Erstens muss einmal die ganze Datierungsreihe aufgestellt werden, wofür möglichst viele Hölzer zum Beispiel aus Ausgrabungen oder aus alten Häusern benötigt werden. Diese ist dann jedoch nur für eine bestimmte klimatische Region gültig und muss für jede Klimaregion einzeln erstellt werden. Auch eignen sich nur bestimmte Holzarten für die Dendrochronologie, meistens werden Eiche oder Kiefer verwendet. Natürlich lässt sich mit der Methode nur Holz datieren, Rückschlüsse auf das Alter von Keramiken oder Skeletten sind damit nicht möglich. Weil Holz viel schneller zerfällt als diese Materialien, kann man die Dendrochronologie meist nur bei Hölzern von einigermaßen erhaltenen Ruinen anwenden.

### C-14-Methode
Diese für die archäologische Datierung besonders sehr alter Funde wichtig gewordene Methode wurde 1947 von Willard Frank Libby verkündet. Sie basiert darauf, dass alle Lebewesen während ihrer Lebenszeit mit ihrer Nahrung auch das radioaktive Kohlenstoffisotop C-14 in sich aufnehmen. Nach ihrem Tod zerfällt das Isotop mit der Halbwertszeit von 5730 Jahren. Die verbleibende Menge an C-14 in organischem Material lässt daher einen Rückschluss auf den Zeitpunkt des Todes eines Tieres oder auch einer Pflanze zu. Die Methode kann also auf alle organischen Überreste angewendet werden, hat aber mehrere deutliche Nachteile: Erstens sind die Messungen sehr aufwändig und zuweilen ungenau, zweitens muss sehr genau darauf geachtet werden, dass die Proben nicht durch neuere Schichten oder Rückstände verunreinigt sind. Die Archäologen waren zunächst auch unzufrieden darüber, dass Libbys Methode der Datierung die Proben unwiederbringlich zerstörte.

### Thermolumineszenz
Diese relativ neue Methode funktioniert nur zur Altersdatierung von Keramik. Damit lässt sich herausfinden, wann eine Keramikprobe gebrannt wurde. Die Methode ist, genau wie die C-14-Methode, destruktiv.

### Deutung
Jede der Methoden hat ihre Vor- und Nachteile, entsprechend bleibt den Archäologen genügend Arbeit, die verschiedenen Resultate gegeneinander abzugleichen und auf Plausibilität zu prüfen. Auch bleibt die Fehlerquote teilweise erheblich, etwa weil verunreinigte Fundstücke ins C-14-Labor geschickt werden oder versehentlich zwei Proben vertauscht werden.